# Varaždin

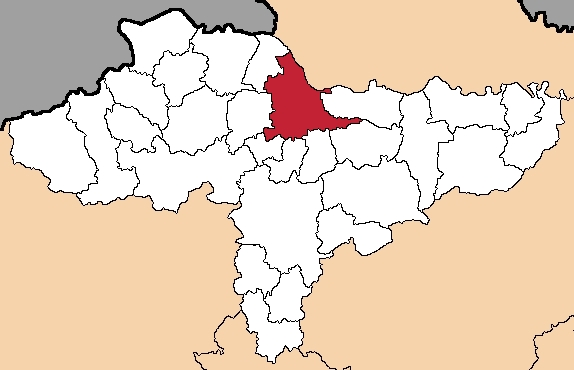
Lage in der Gespanschaft Varaždin

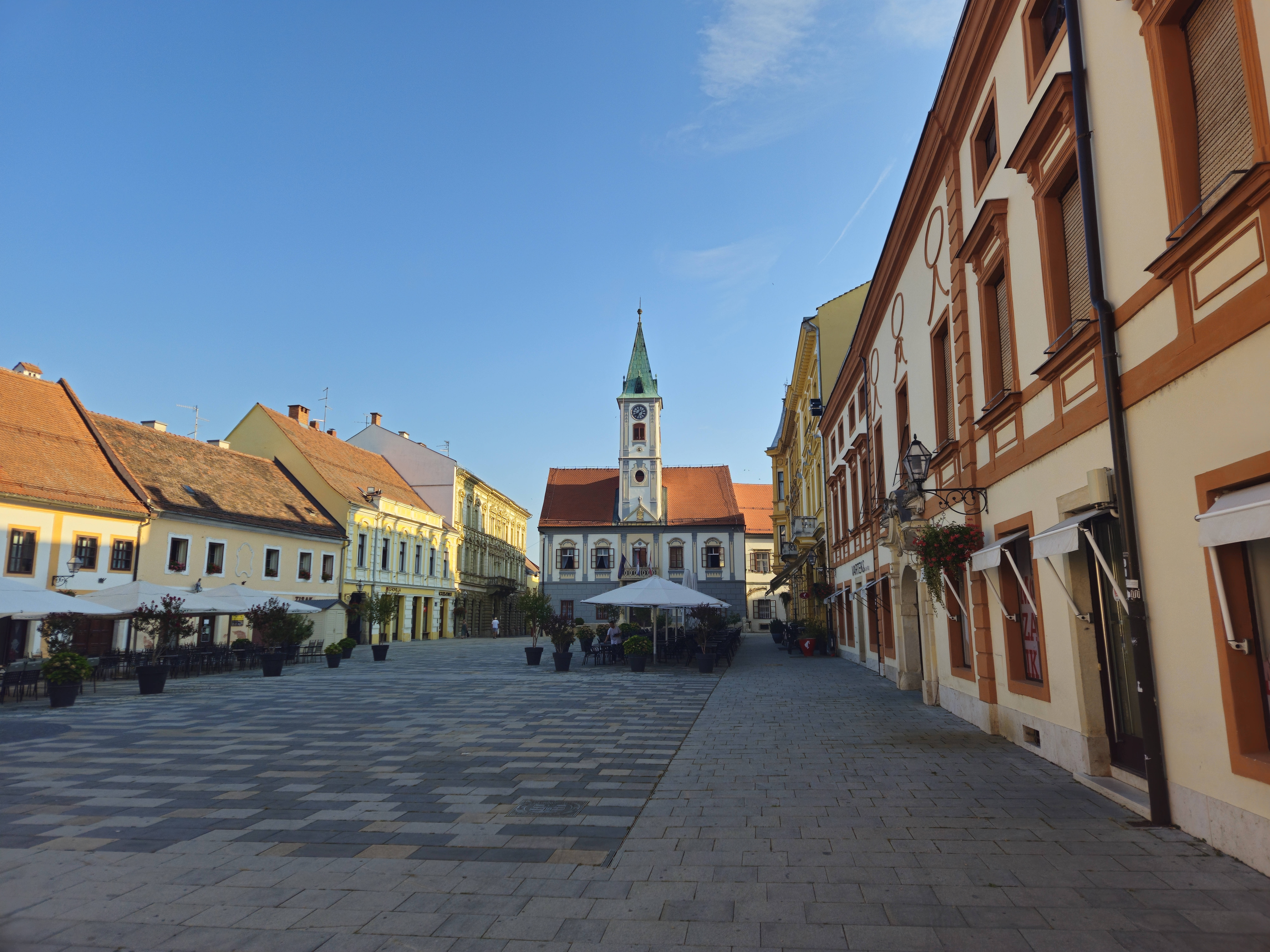
König-Tomislav-Platz

Varaždin [ˈʋaraʒdiːn] (deutsch Warasdin; ungarisch Varasd [ˈvɒrɒʒd]) ist eine Stadt im Norden Kroatiens am rechten Ufer der Drau. Sie ist Verwaltungssitz der gleichnamigen Gespanschaft und das wirtschaftliche und kulturelle Zentrum Nordkroatiens, außerdem Sitz der katholischen Diözese Varaždin.
Die Gesamtbevölkerung der Stadt betrug am 31. August 2021 mit allen zehn dazugehörigen Stadtteilen 43.782. Davon lebten 36.187 Personen in der städtischen Siedlung selbst.

## Stadtgliederung
Laut der letzten Volkszählung von 2021 hatten alle Stadtteile der Stadt Varaždin zusammen 43.789 Einwohner.
- Črnec Biškupečki – 612
- Donji Kućan – 694
- Gojanec – 611
- Gornji Kućan – 1013
- Hrašćica – 1270
- Jalkovec – 1259
- Kućan Marof – 1280
- Poljana Biškupečka – 421
- Varaždin – 36187
- Zbelava – 435

## Geschichte

### Vorgeschichte
Mehrere archäologische Funde deuten darauf hin, dass das Areal der heutigen Stadt Varaždin bereits in der Kupferzeit besiedelt war. Etwa 3 km südöstlich des Stadtzentrums fand man mehrere archäologische Funde, die auf diese Zeit hindeuten. Außerdem wurden Artefakte aus der der Bronzezeit, der Eisenzeit sowie dem Frühmittelalters entdeckt.

### Mittelalter
Erstmals erwähnt wurde Garestin am 20. August 1181, als der ungarische König Béla III. die Thermalquellen in der Nähe (Varaždinske Toplice) in einem Dokument nannte. Varaždin wurde im Jahre 1209 durch König Andreas II. zum freien königlichen Bezirk erklärt und entwickelte sich so in der Folge zum wirtschaftlichen und militärischen Zentrum Nordkroatiens. Zur Verteidigung gegen die Türken wurde die Stadt defensiv um die alte Festung als Wasserburg angelegt. Sie gelangte Ende des 14. Jahrhunderts in die Hand der Grafen von Celje. Danach hatte die Burg wechselnde Besitzer, darunter Beatrice de Frankopan, kurzzeitig die Gattin des Markgrafen Georg von Brandenburg-Ansbach. Am Ende des 16. Jahrhunderts wurde Graf Tamás Erdődy Besitzer und Župan (Präfekt) der Grenzmark. Die Burg blieb bis 1925 Besitz der Familie Erdődy.
Im 13. Jahrhundert kam der Johanniterorden nach Varaždin. Der Orden erbaute die Kirche des hl. Johannes des Täufers und ihr Kloster. In der Mitte des 13. Jahrhunderts übernahmen die Franziskaner das Kloster und die Kirche. Zudem wurden die Kirche des hl. Nikolaus und die Kirche des hl. Veit in der Stadt errichtet.

### Neuzeit
Nach einem Brand 1582 wurden neue Bauten im Stil des Barock errichtet. Die Jesuiten gründeten im Jahre 1636 ein Gymnasium und Kolleg, das Gebäude wurde im Jahre 1648 durch einen Brand zerstört, doch baute es der Orden wieder auf und vereinte es architektonisch mit der gleichzeitig errichteten Kirche der hl. Muttergottes. Im 18. Jahrhundert wurde die Stadt Sitz kroatisch-politischer Größen der „Banska Hrvatska“, wie zum Beispiel der Drašković, der Keglević, der Patačić, der Sermaga und anderer. Die Jahre von 1767 bis 1776 gelten als die glanzvollste Epoche der Stadt Varaždin, die 1776 ein Brand jäh beendete. Das kulturelle und politische Zentrum verlagerte sich nach Zagreb. Nach dem Brand von 1776 wurden Gebäude im Baustil des Rokoko und des Klassizismus erbaut. Trotz dieser und nachfolgender Bauveränderungen des 19. und 20. Jahrhunderts prägt auch heute noch der Baustil des Barock das Stadtbild.
Varaždin war von 1756 bis 1776 die Hauptstadt Kroatiens. Zur Zeit der Zugehörigkeit zur ungarischen Krone und zum Königreich Kroatien und Slawonien war es Sitz des Komitats Varaždin.
Kurz vor dem Wiener Oktoberaufstand 1848 hielt sich Ban Joseph Jelačić von Bužim in der Stadt auf und überquerte mit seinen Truppen bereits am 11. September 1848 die Drau in der Nähe von Varaždin um die aufständischen Ungarn niederzuschlagen.

### 20. Jahrhundert
Während des Ersten Weltkrieges wurde die Stadt, durch die damalige Generalmobilmachung, von wehrfähigen Männern regelrecht überflutet. Im Jahr 1915 befanden sich in der Stadt etwa 17.926 Soldaten und 37.385 Pferde, was zu vielen Problemen führte. Die Preise stiegen an und die Lebensmittel wurden knapp. Nach Ende des Ersten Weltkrieges gehörte die Region zum neu gebildeten Staat der Slowenen, Kroaten und Serben, der sich Ende 1918 mit dem Königreich Serbien zum Königreich Jugoslawien vereinigte. Am 23. Juli 1919 kam es zum Varaždiner Aufstand gegen das neu gegründete Königreich, der mit Hilfe des 4. und 5. Infanterieregiments von Varaždin niedergeschlagen wurde. Dabei gab es Tote und Verwundete auf beiden Seiten.

## Politik

### Kommunalwahlen

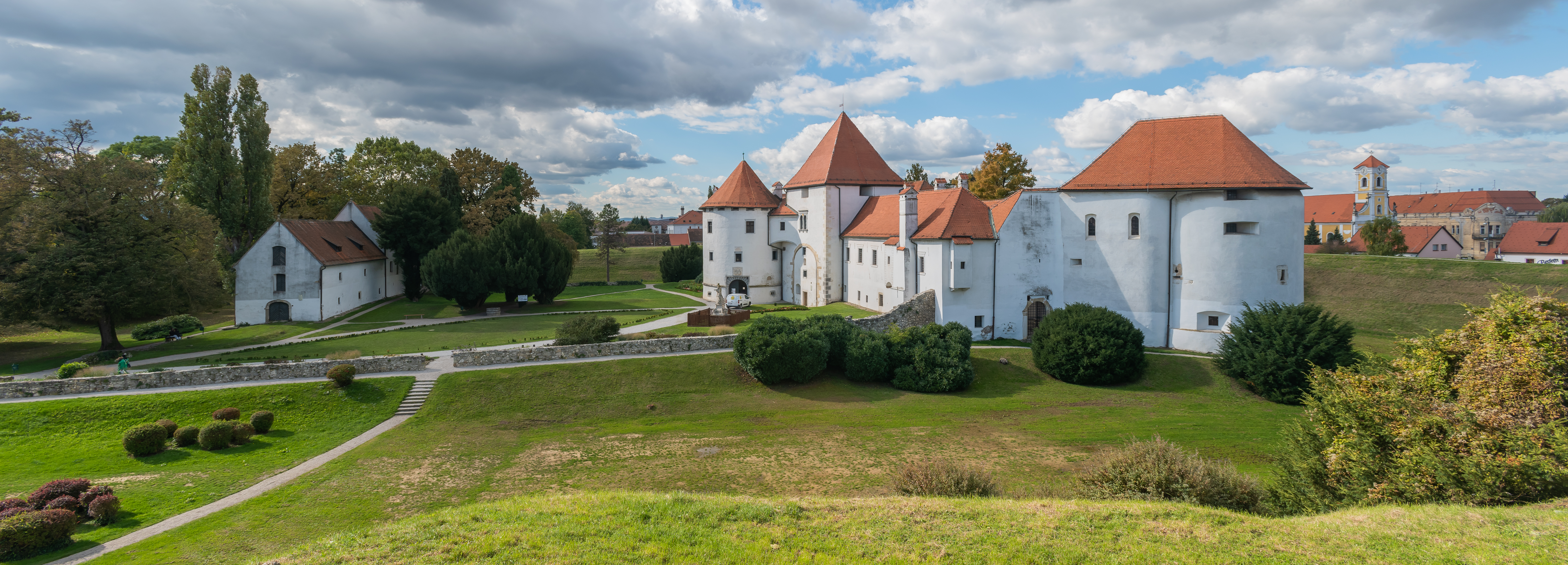
Panorama des Schlosses

Bei der Kommunalwahl vom 16. Mai 2021 waren 39.486 Bürgerinnen und Bürger in Varaždin wahlberechtigt und aufgefordert den neuen Gemeinderat sowie den neuen Bürgermeister zu wählen. 17.527 Menschen machten von ihrem Wahlrecht Gebrauch, was einer Wahlbeteiligung von 44,38 % entspricht. Dabei gab es insgesamt 16.961 (96,79 %) gültige und 562 (3,21 %) ungültige Stimmen.
| Parteien und Wählergemeinschaften | Parteien und Wählergemeinschaften                                                                      | % 2021 | Stimmen 2021 | Sitze 2021 |
| KLGB                              | Kandidacijska lista grupe birača – Ivan Čehok                                                          | 22,2   | 3.767        | 6          |
| SDP                               | Socijaldemokratska partija Hrvatske                                                                    | 19,4   | 3.296        | 5          |
| KLGB                              | Kandidacijska lista grupe birača – Dubravka Novak                                                      | 16,5   | 2.797        | 4          |
| HDZ / HSLS / HSU                  | Hrvatska demokratska zajednica / Hrvatska socijalno-liberalna stranka / Hrvatska stranka umirovljenika | 14,6   | 2.473        | 3          |
| REFORMISTI                        | Narodna stranka – reformisti                                                                           | 7,7    | 1.311        | 2          |
| KLGB                              | Kandidacijska lista grupe birača – Davor Patafta                                                       | 6,5    | 1.109        | 1          |
| MOST                              | Most nezavisnih lista                                                                                  | 4,7    | 801          | 0          |
| DP                                | Domovinski pokret                                                                                      | 3,2    | 549          | 0          |
| Gesamt                            | Gesamt                                                                                                 | 100    | 16.961       | 21         |
| Wahlbeteiligung                   | Wahlbeteiligung                                                                                        | 44,4 % | 44,4 %       | 44,4 %     |

### Bürgermeister
Bei der Wahl des Bürgermeisters im Mai 2021 waren die Einwohner in der Stadt Varaždin aufgerufen, ein neues Oberhaupt zu wählen. Neven Bosilj wurde für seine erste Amtszeit mit 8.249 Stimmen (50,5 %) bestätigt.

### Wappen
Blasonierung: „Siebenmal geteilt von Rot und Silber, belegt mit einem wachsenden, über Eck gestellten, vierseitigen, schlanken, silbernen Turm auf ausladendem Sockel, in der rechten Wand unter schwarzem Rundfenster ein schwarzes, schmales, hohes Bogenfenster, in der linken unter schwarzem Rundfenster drei schwarze Fenster (1/2), oben abgeschlossen mit einem vorkragenden silbernen Stockwerk mit rechts und links angesetzten quadratischen Ecktürmchen und Halbrundtürmchen in den Seitenmitten, alle mit schwarzen Fenstern und schwarzen beknauften Zeltdächern, das höhere Zentraldach zusätzlich mit einem schwarzen Kreuz besteckt, begleitet auf der dritten roten Teilungsfläche vorne mit einem gelehnten, goldenen, sechszackigen Stern, hinten mit einem goldenen abnehmenden Mond.“ – Auf anderen Wappendarstellungen sind die Zeltdächer golden beknauft und bekreuzt.

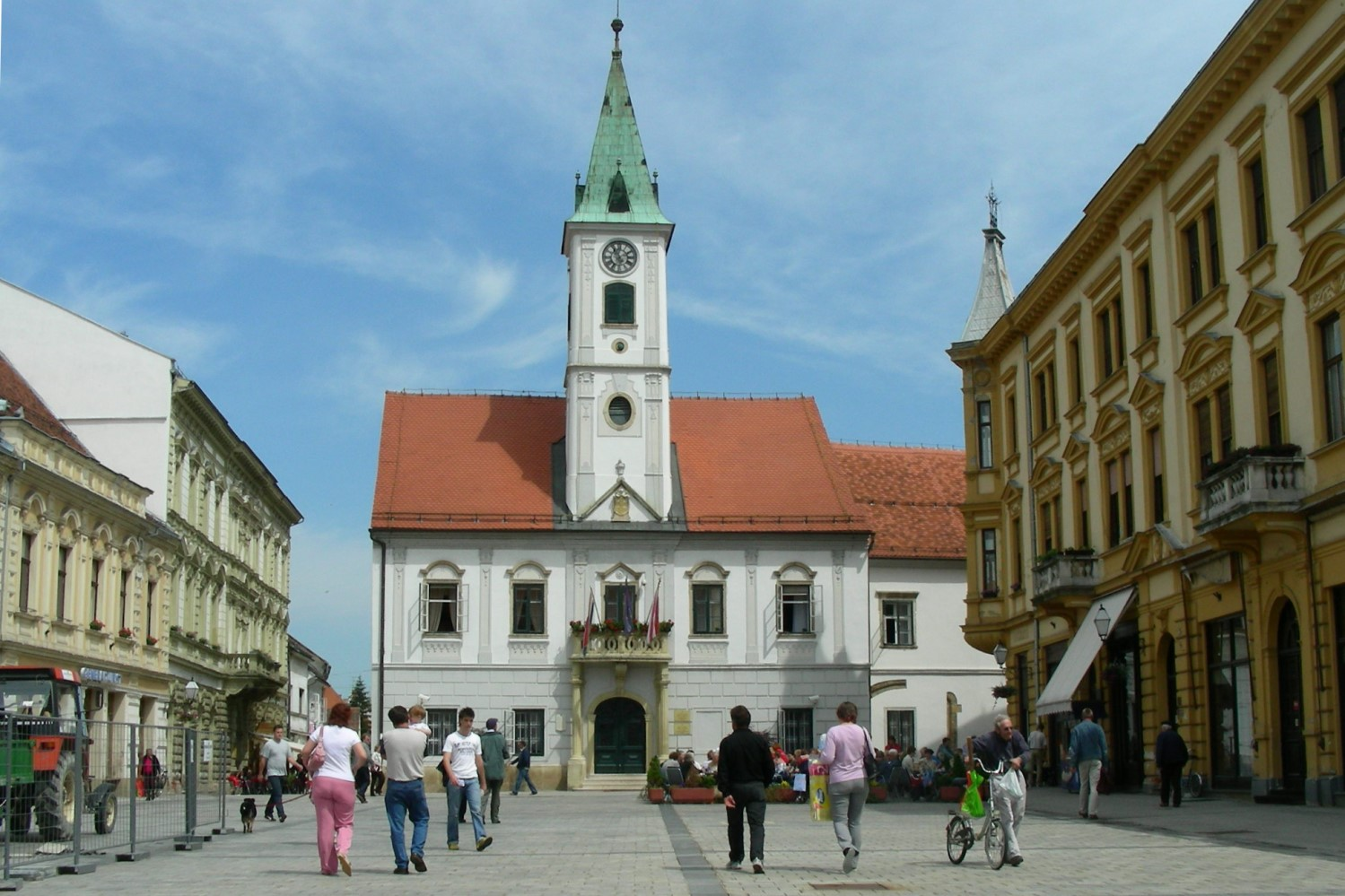
Rathaus und Marktplatz
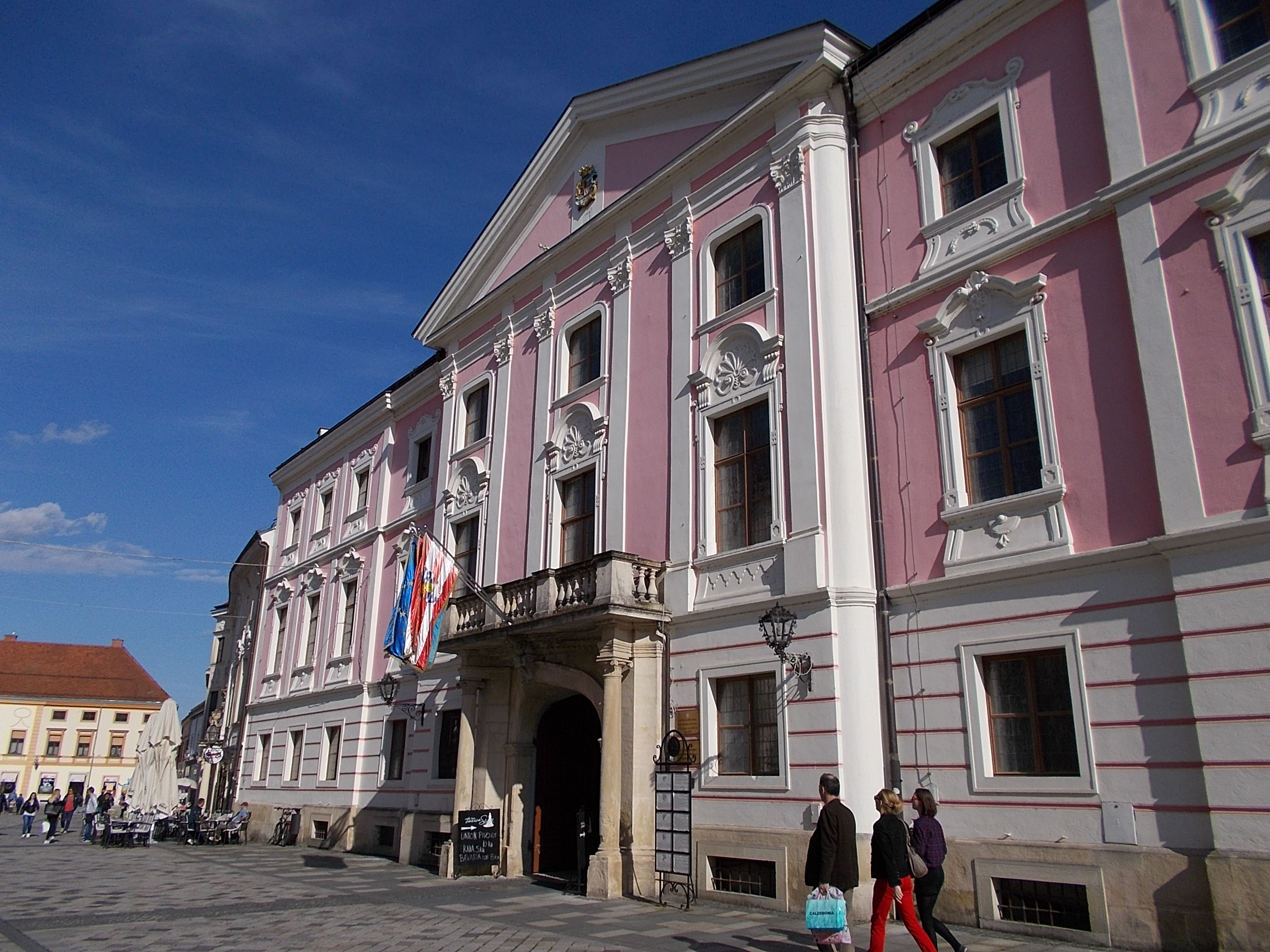
Palast des ehemaligen Komitats Varaždin und heutiger Sitz der Gespanschaft

### Städtepartnerschaften
Varaždin unterhält Städtepartnerschaften mit folgenden Städten:
 Montale, Italien
 Trnava, Slowakei
 Ravensburg, Deutschland
 Bad Radkersburg, Österreich
 Ptuj, Slowenien
 Koblenz, Deutschland

## Bevölkerung
Bei der Volkszählung durch die ungarischen Behörden im Jahr 1910 waren von den 13.398 Einwohnern 11.497 Kroaten, 585 Deutsche, 471 Ungarn, 232 Serben, 15 Slowaken und 598 andere Nationalitäten.
| Bevölkerungsentwicklung | Bevölkerungsentwicklung | Bevölkerungsentwicklung | Bevölkerungsentwicklung | Bevölkerungsentwicklung | Bevölkerungsentwicklung | Bevölkerungsentwicklung | Bevölkerungsentwicklung | Bevölkerungsentwicklung | Bevölkerungsentwicklung | Bevölkerungsentwicklung | Bevölkerungsentwicklung | Bevölkerungsentwicklung | Bevölkerungsentwicklung | Bevölkerungsentwicklung | Bevölkerungsentwicklung | Bevölkerungsentwicklung |
| ----------------------- | ----------------------- | ----------------------- | ----------------------- | ----------------------- | ----------------------- | ----------------------- | ----------------------- | ----------------------- | ----------------------- | ----------------------- | ----------------------- | ----------------------- | ----------------------- | ----------------------- | ----------------------- | ----------------------- |
| 1857                    | 1869                    | 1880                    | 1890                    | 1900                    | 1910                    | 1921                    | 1931                    | 1948                    | 1953                    | 1961                    | 1971                    | 1981                    | 1991                    | 2001                    | 2011                    | 2021                    |
| 9.699                   | 10.014                  | 9.789                   | 10.410                  | 12.130                  | 13.398                  | 14.123                  | 13.467                  | 17.314                  | 19.341                  | 26.460                  | 34.312                  | 39.545                  | 41.846                  | 41.434                  | 38.839                  | 36.187                  |

Zwischen 1880 und 1991 hatte sich die Bevölkerung der Stadt vervierfacht, seither sinkt sie wieder. Bei der Volkszählung von 2011 hatte. Varaždin 46.946 Einwohner. Nach der Volkszählung 1991 waren es noch insgesamt 48.834 Einwohner gewesen.

## Sehenswürdigkeiten
Varaždin ist heute eines der am meisten besuchten Fremdenverkehrszentren in Nordkroatien und gehört neben der Hauptstadt Zagreb zum wirtschaftlich am besten entwickelten Teil Kroatiens. Die Stadt bietet zahlreiche Kultur- und Geschichtsdenkmäler und ist von einer schönen Naturlandschaft umgeben. Der historische Stadtkern dieser ausgesprochen mitteleuropäisch geprägten Barockstadt ist sehr gut erhalten. Hauptattraktionen sind das Stadtzentrum mit vielen Palais (etwa Drašković-Palais, Patačić-Palais, Herzer-Palais, Erdödy-Palais), sowie zahlreichen Museen, Galerien und Sammlungen. Die alte Festung bzw. das Schloss Varaždin, die 1861 erbaute, 2021 vollständig restaurierte Synagoge und der Friedhof Varaždin sind besondere Sehenswürdigkeiten der Stadt.

### Kirchen und Klöster
- Die Kirche des Heiligen Nikolaus befindet sich im Zentrum der Stadt. Vom ursprünglichen alten mittelalterlichen Bauwerk ist nur noch der Turm aus dem Jahr 1494 erhalten geblieben, das Gotteshaus wurde Mitte des 18. Jahrhunderts neu errichtet. Das Gebäude besteht aus einem rechteckigen Kirchenschiff und einem schmalen Altarraum mit halbkreisförmigem Abschluss, an dessen Nordseite sich der Turm und eine Sakristei aus dem Jahr 1793 befinden. Im Inneren der Kirche befindet sich ein hochwertiges Inventar aus der Barockzeit. Das Pfarrhaus aus dem Jahr 1761 befindet sich nördlich der Kirche. Dabei handelt es sich um ein einstöckiges Eckhaus.[13]

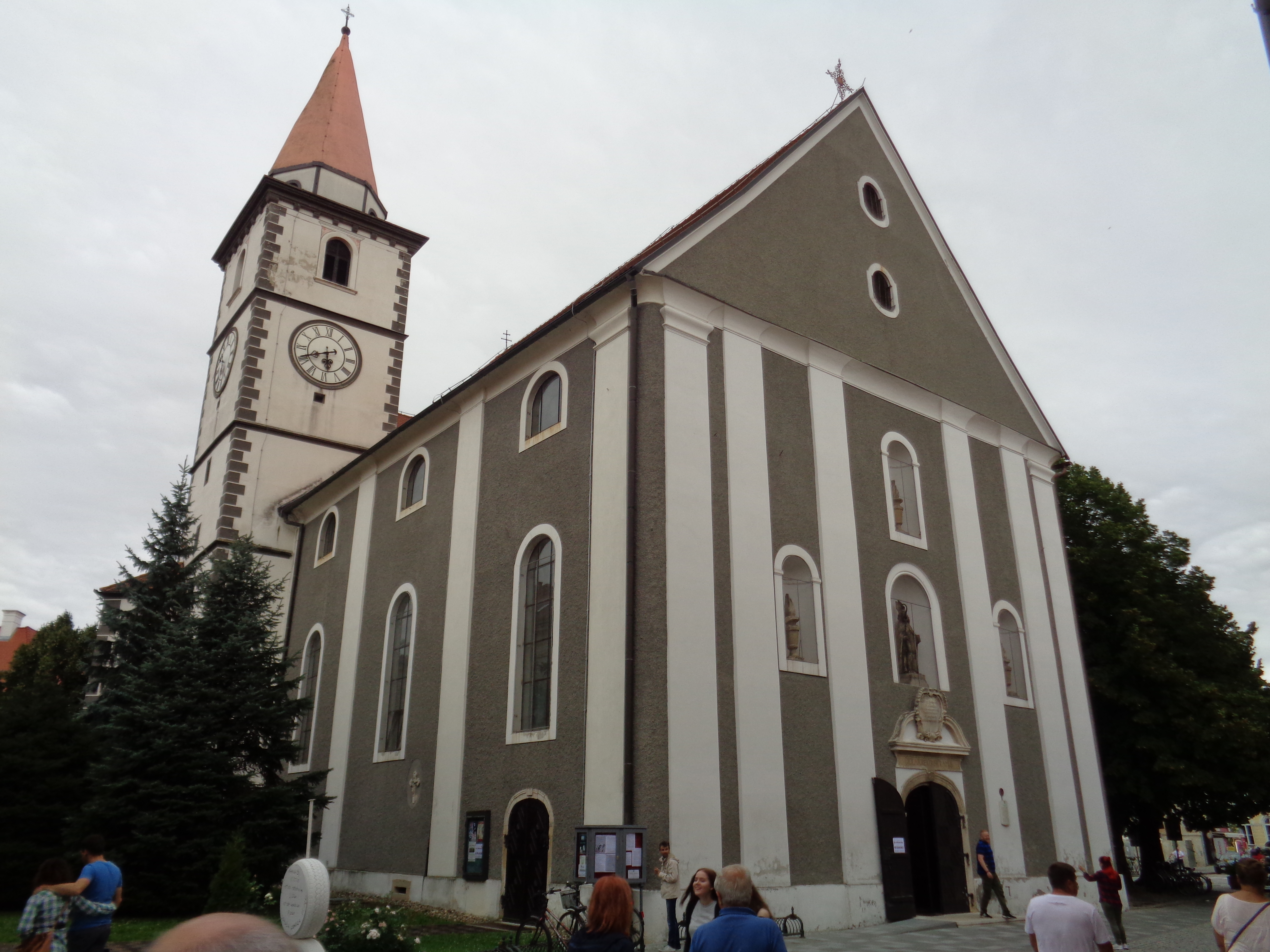
Pfarrkirche des hl. Nikolaus in der Stadtmitte
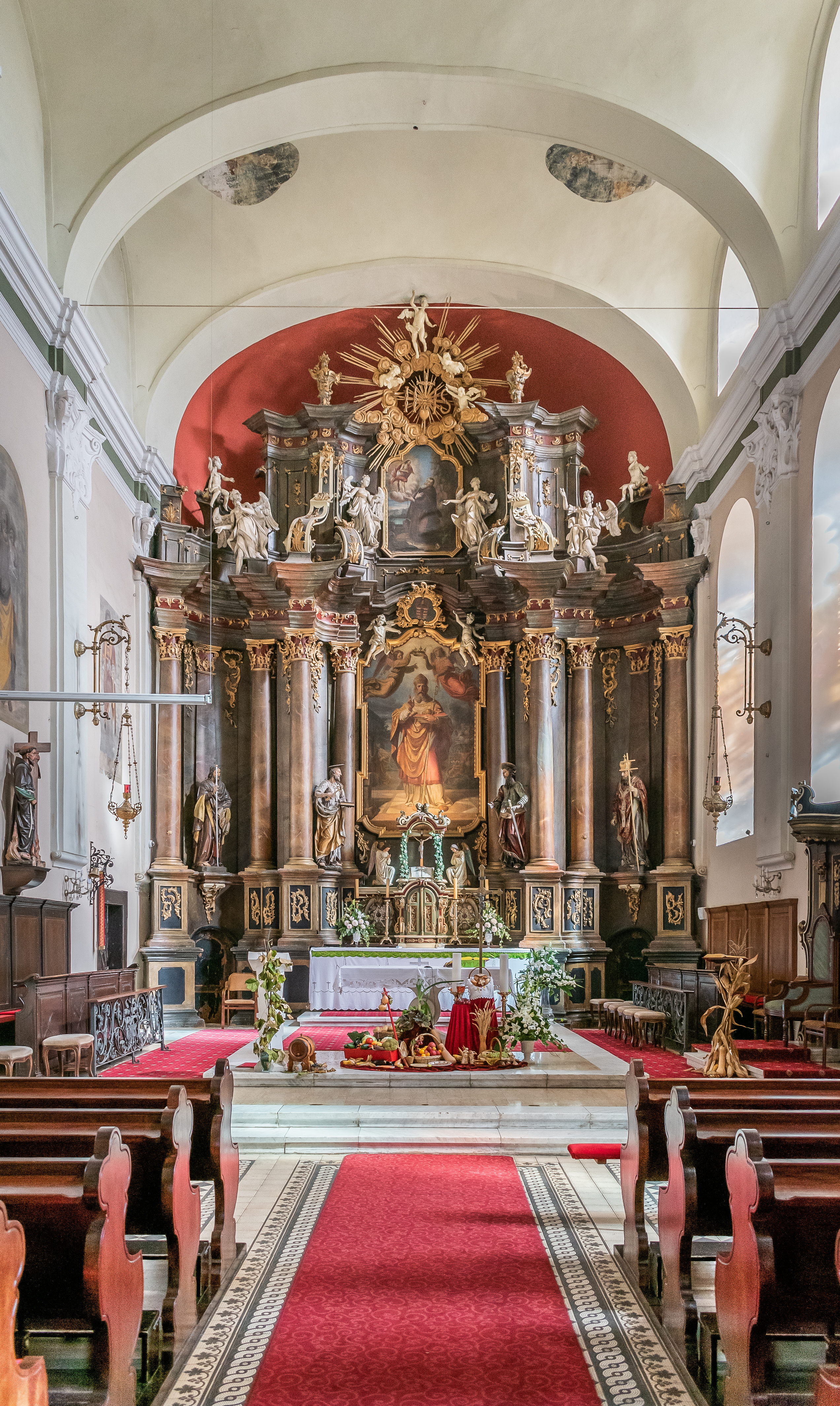
Altar in der Heiligen Nikolaus Kirche
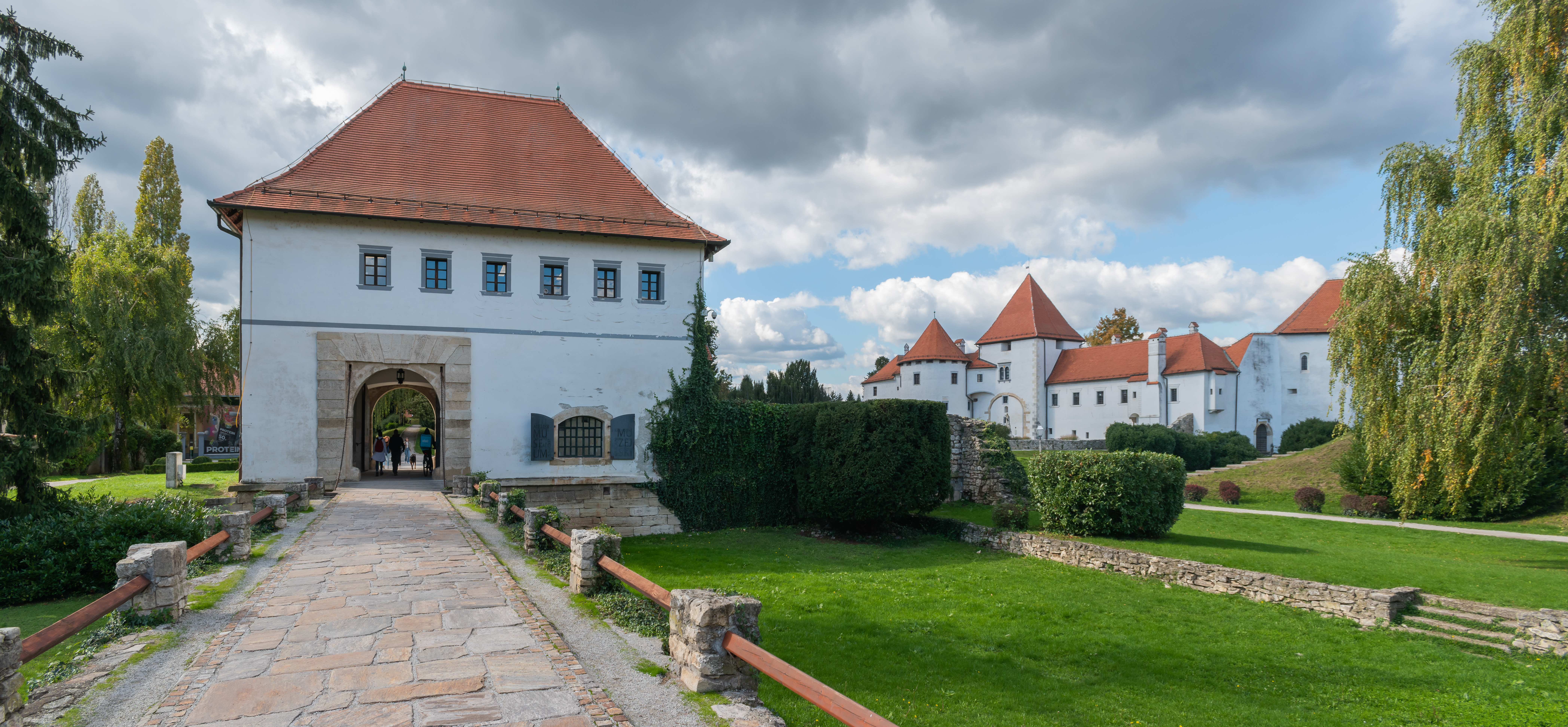
Eingang zum Schloss Varaždin
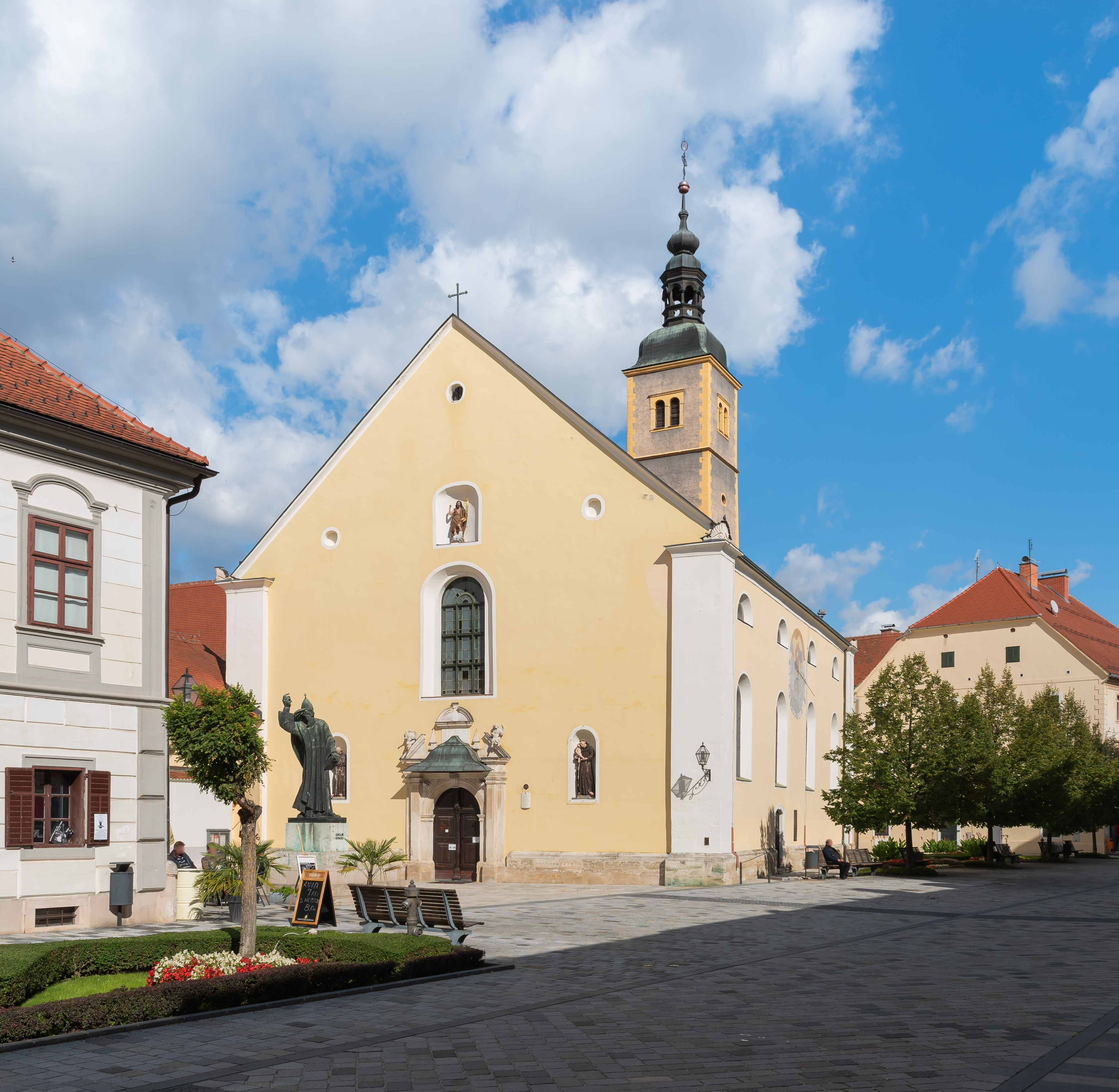
Johann Baptist Kirche
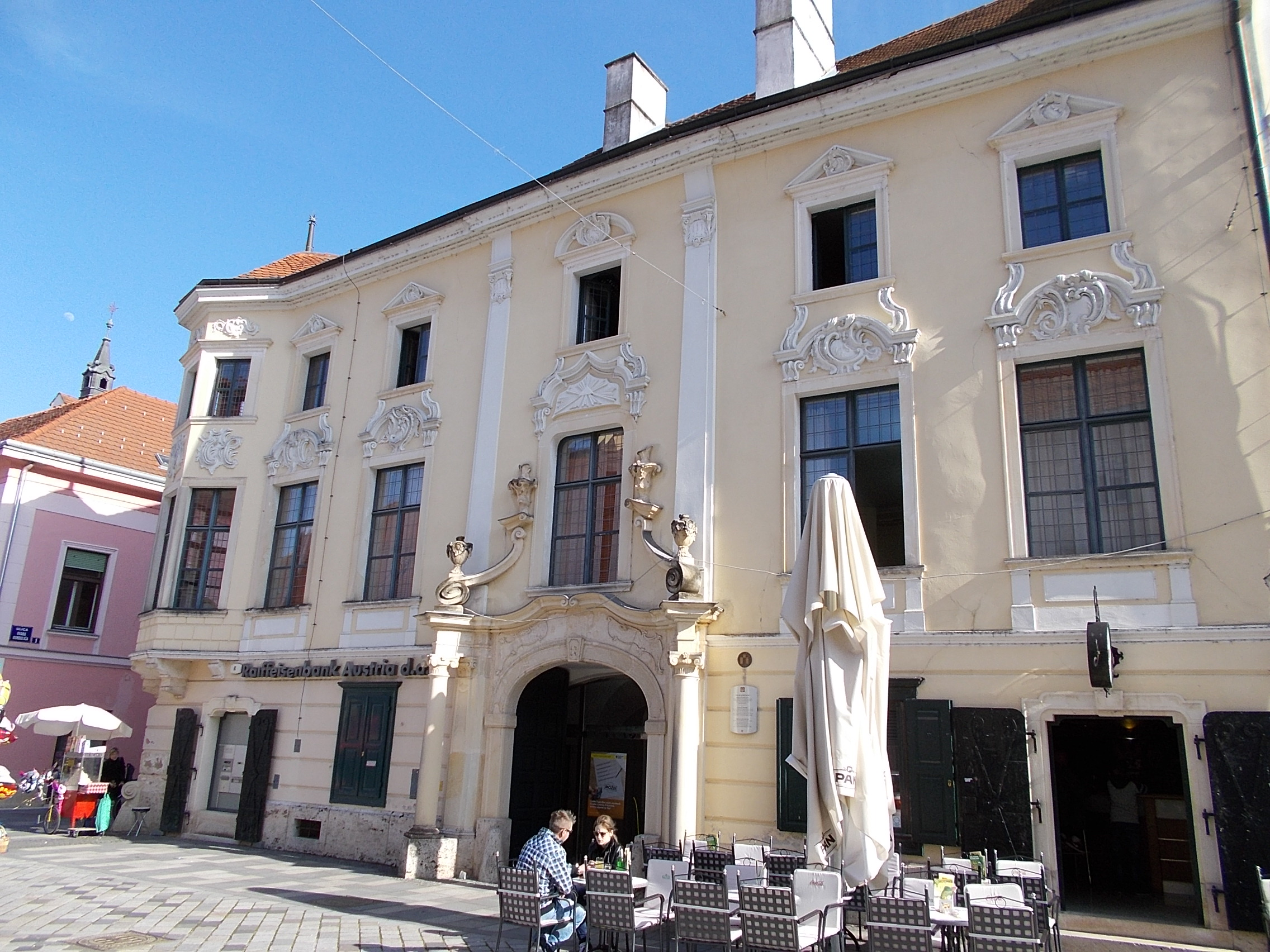
Patačić-Palais
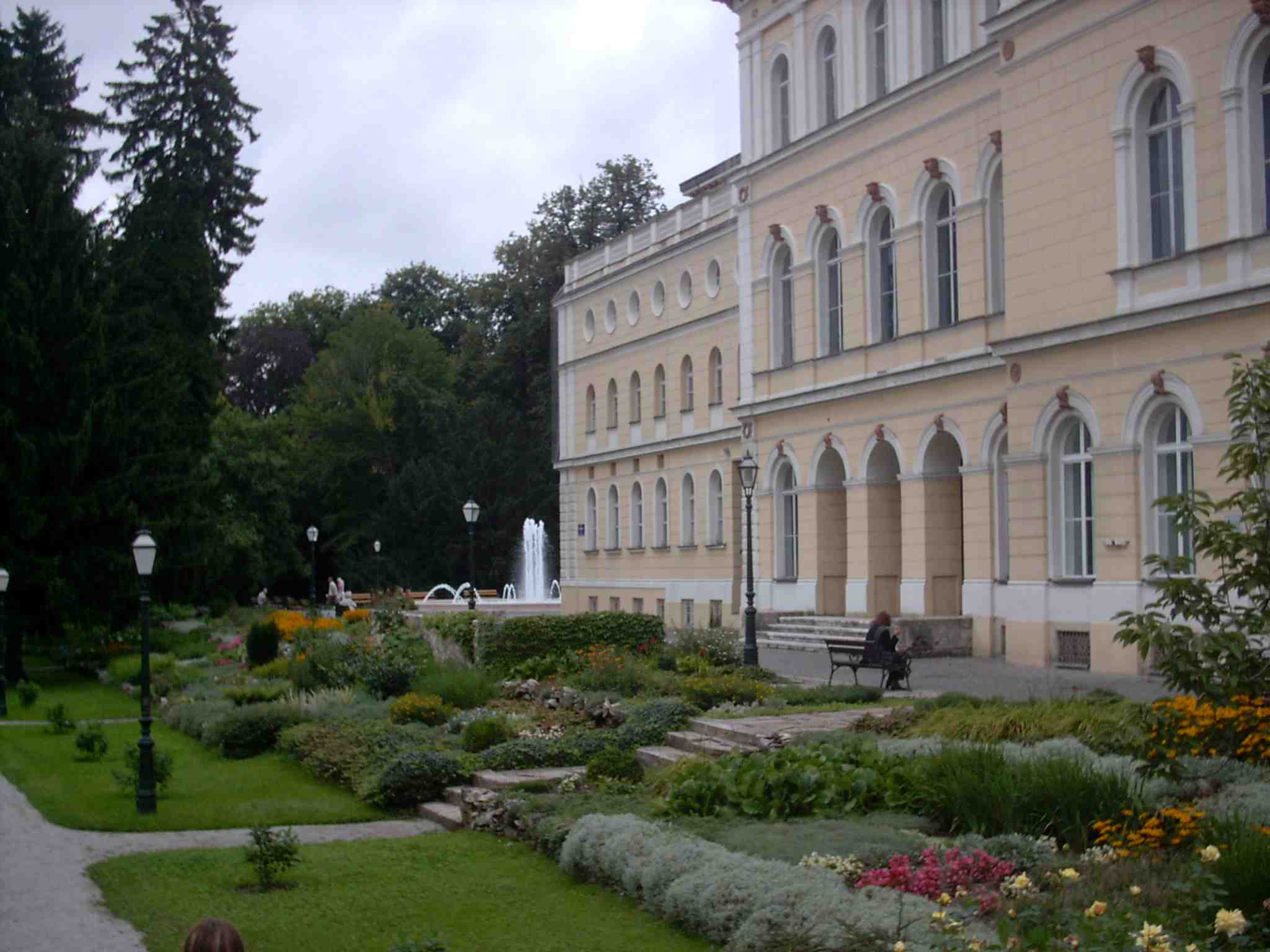
Parkanlage beim Nationaltheater
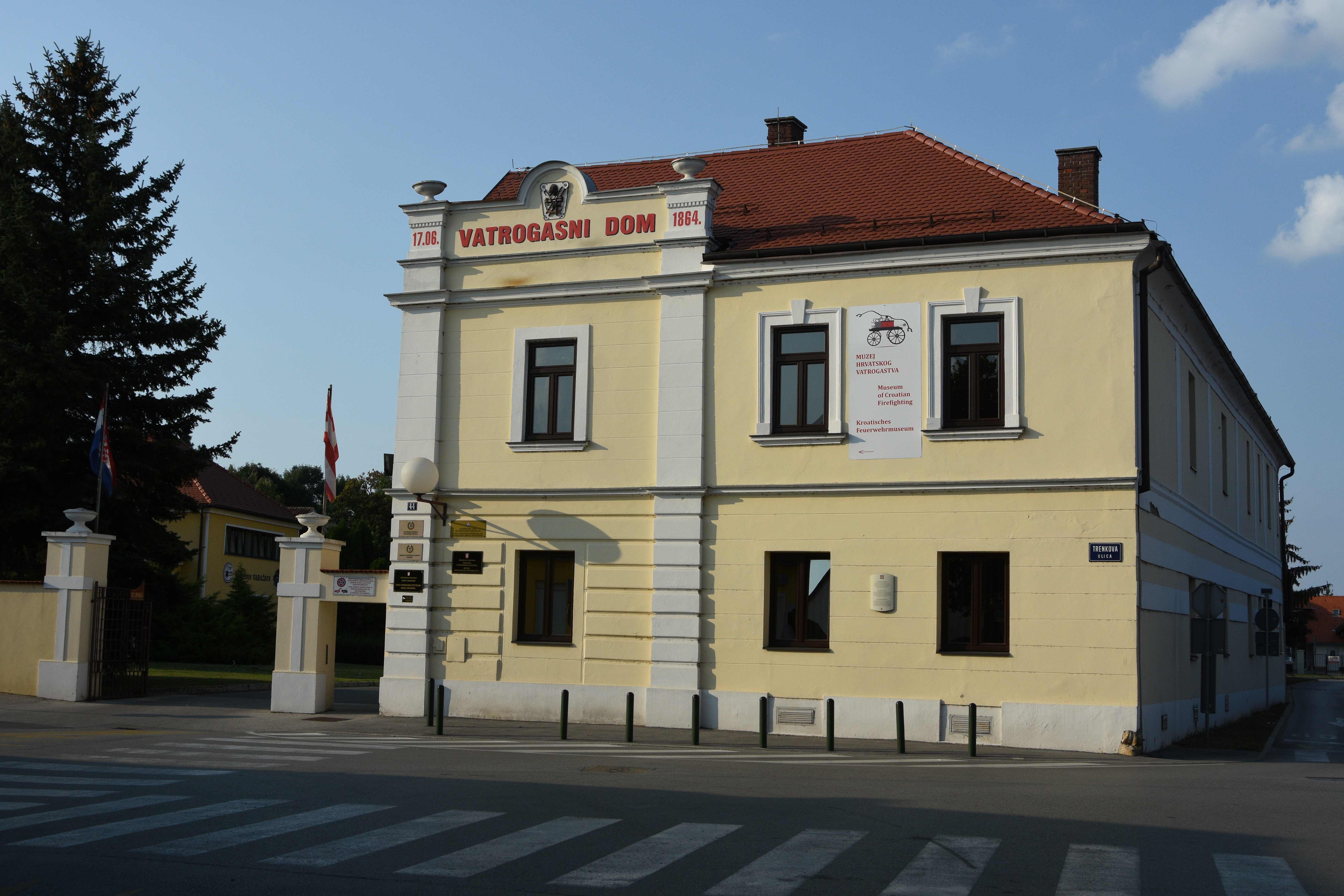
Feuerwehrhaus von 1864

- Die Kirche der Heiligen Jungfrau Maria wurde als Jesuitenklosterkirche in der Zeit zwischen 1642 und 1656 dank des Stifters Graf Drašković erbaut. Um das Gotteshaus herum entstanden das Kloster, eine Kapelle und ein Gymnasium. Die Kirche hat ein hohes, langgestrecktes Schiff mit Seitenkapellen, an dessen rechteckigen Altarraum einer Sakristei und ein Glockenturm angesetzt sind. Die ursprünglich schlichte Hauptfassade der Jesuitenkirche wurde bei der paulinischen Restauration um 1777 durch eine modernere ersetzt.[14]
- Das Franziskanerkloster besteht aus einer Kirche, einem Kloster, Wirtschafts- und Nebengebäuden, einer Apotheke und einem Klostergarten. Die Franziskaner ließen sich im Mittelalter in der Stadt nieder und übernahmen im 17. Jahrhundert die ältere Iwan-Kirche und die Überreste eines Klosterhauses. Das neue Kloster wurde in der Zeit zwischen 1626 und 1632 erbaut. Die Klosteranlage ist ein geschlossener dreiflügeliger Bau mit einem Kreuzgang. Der Gebäudekomplex wurde später um einem Glockenturm erweitert. Die Kirche aus dem Jahr 1650 stellt eine harmonische historische und künstlerische Einheit des Barock dar.[15]
- Der Jesuitenkomplex im Stadtzentrum wurde im 17. Jahrhundert erbaut. Er ist einer der bedeutendsten und wertvollsten architektonischen und städtebaulichen Eingriffe in die Struktur der Altstadt. In seinem Inneren sticht das Klostergebäude, das sich an seiner Hauptfassade nach Norden orientiert, durch seine Monumentalität und Größe hervor. Das Klostergebäude ist ein unterkellertes und zweigeschossiges Gebäude. An den Wänden und Gewölben des Treppenhauses, das das erste und zweite Obergeschoss des Haupttraktes verbindet, sowie am Treppenaufgang im Westflügel ist der Stuck erhalten geblieben.[16]
- Die Kapuzinerkirche und das Kloster mit Garten wurden zwischen den Jahren 1701 und 1705 durch den Kapuzinerorden erbaut. Das Gotteshaus ist ein einfaches und bescheidenes Gebäude mit einem schmalen Altarraum. Dahinter, an der Nordseite des Kirchenschiffs, befinden sich zwei kleinere Seitenkapellen. Das Kloster an der Südseite der Kirche mit seinen drei einstöckigen Flügeln schließt den Kreuzgang ab und beinhaltet ein reiches kulturhistorisches Inventar aus dem 18. und 19. Jahrhundert.[17]

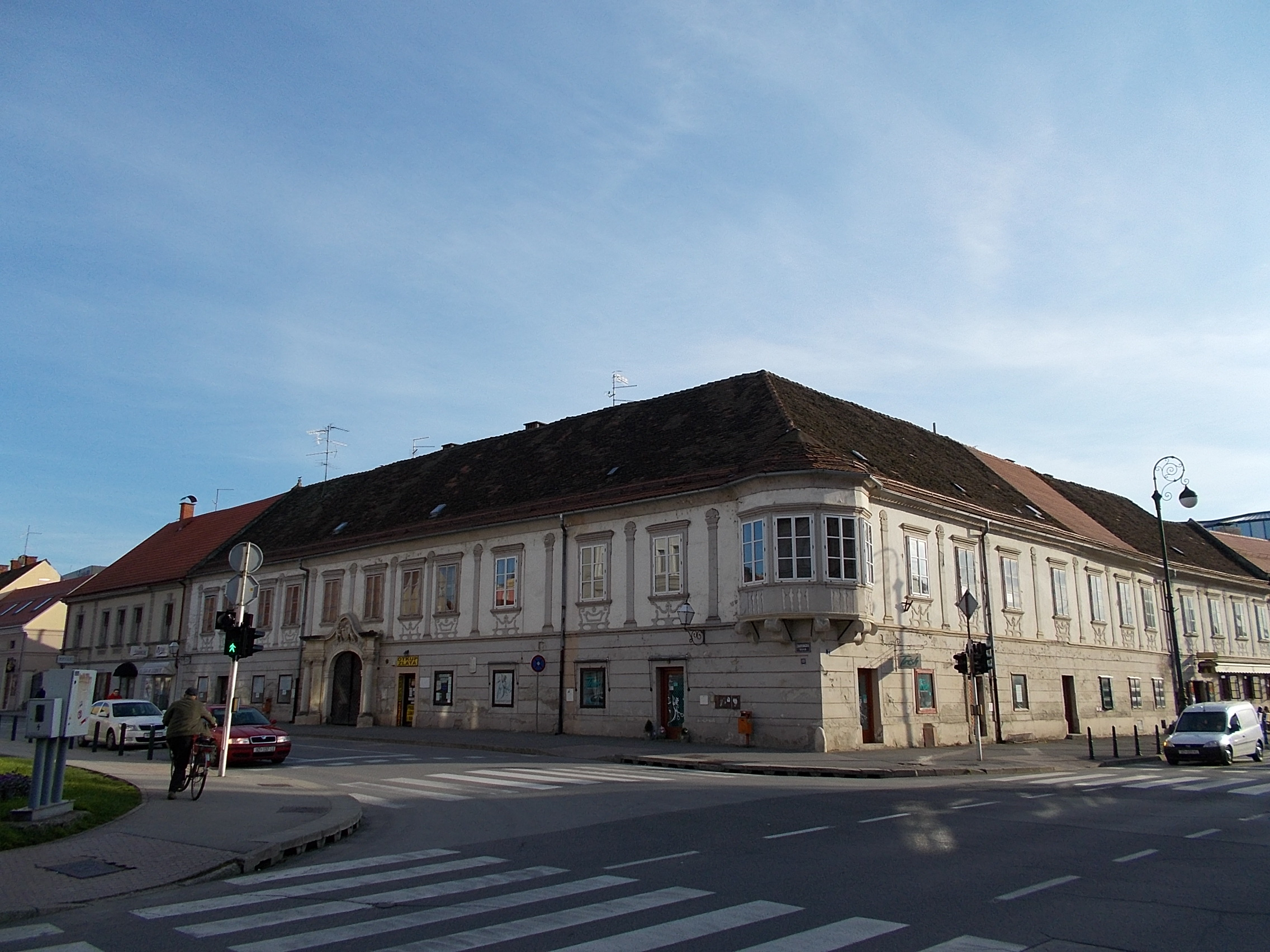
Patačić-Puttar-Palais
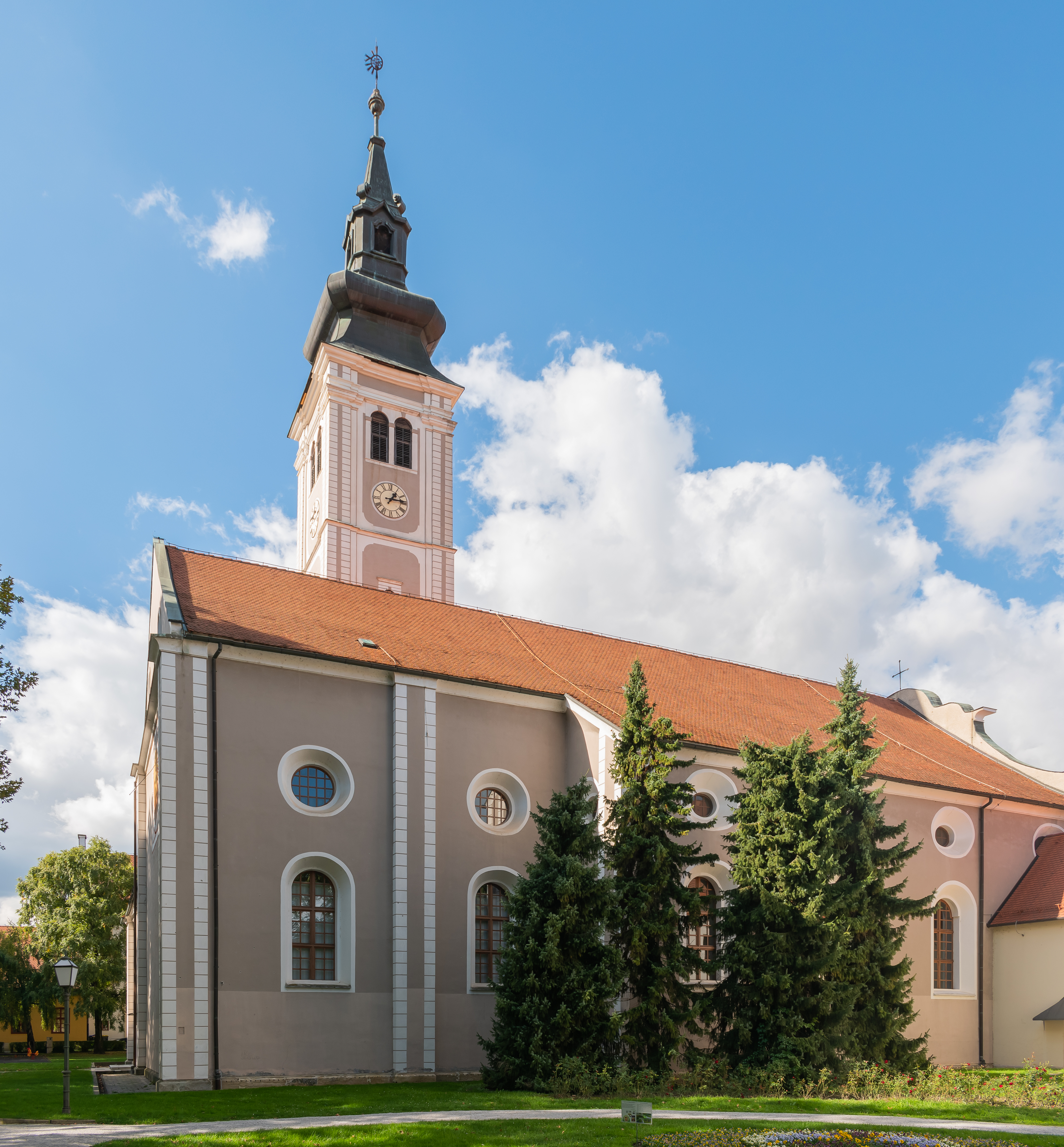
Die Kirche der Heiligen Jungfrau Maria
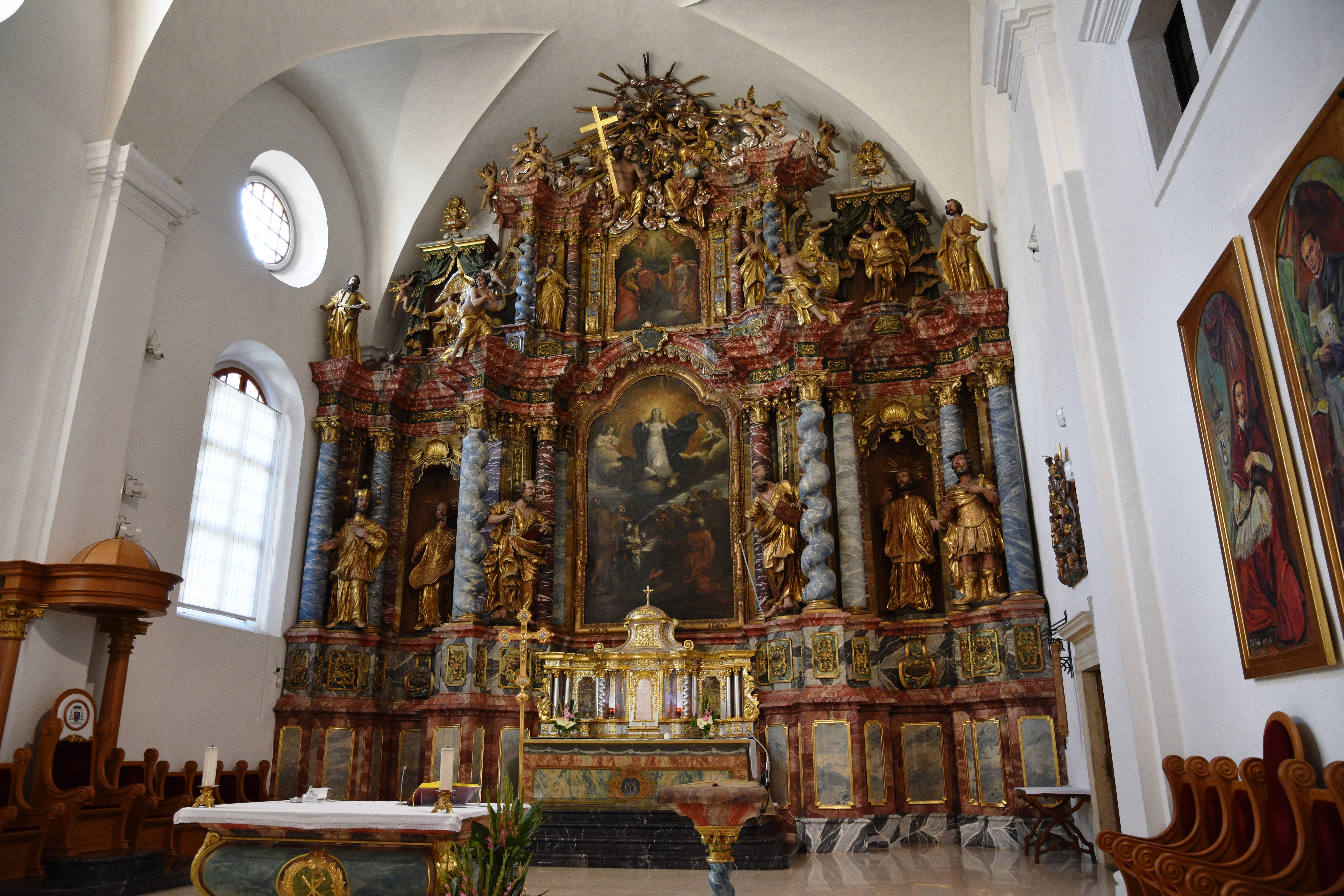
Altar in der Kirche Heiligen Jungfrau Maria
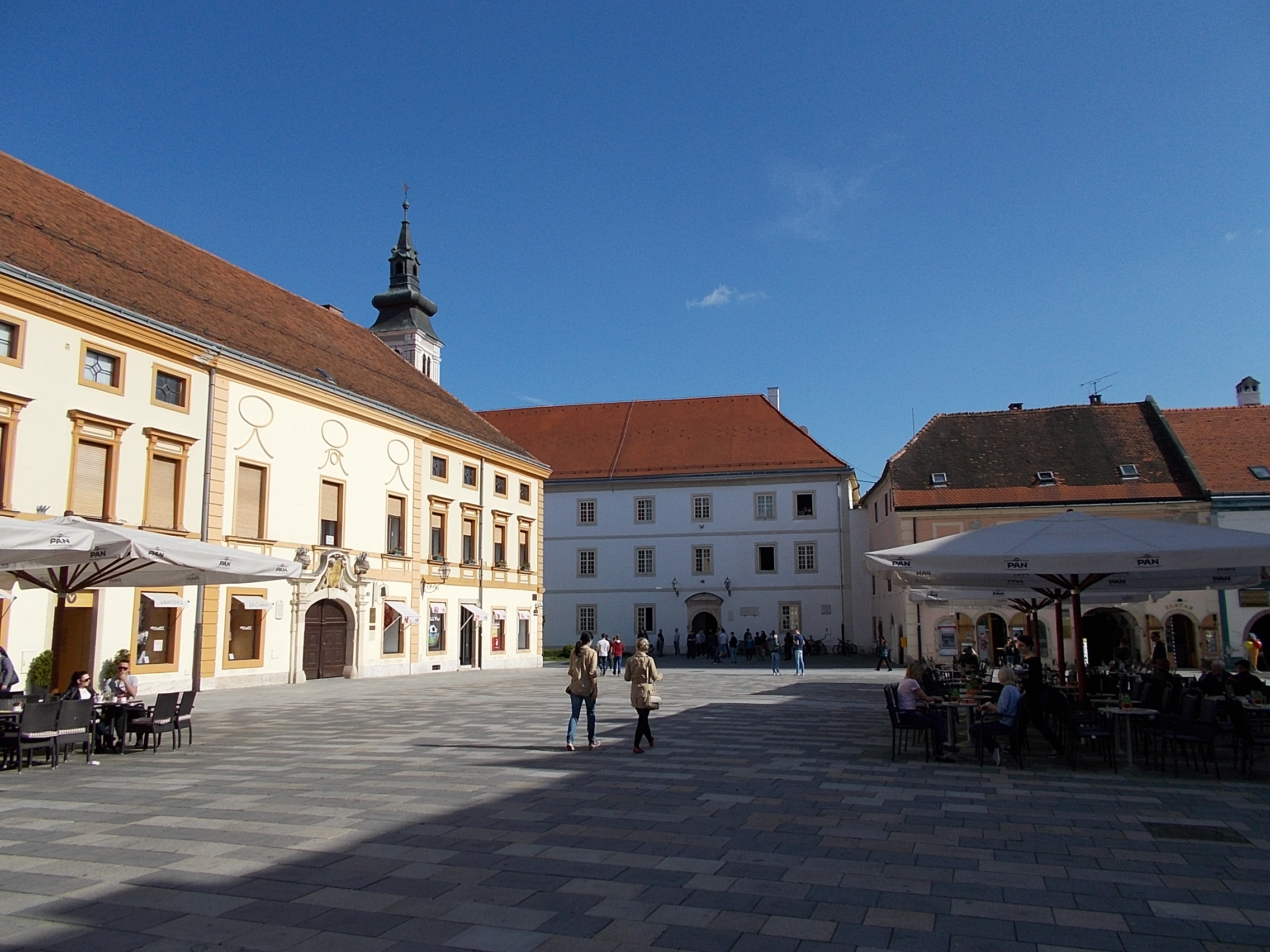
Stadtzentrum
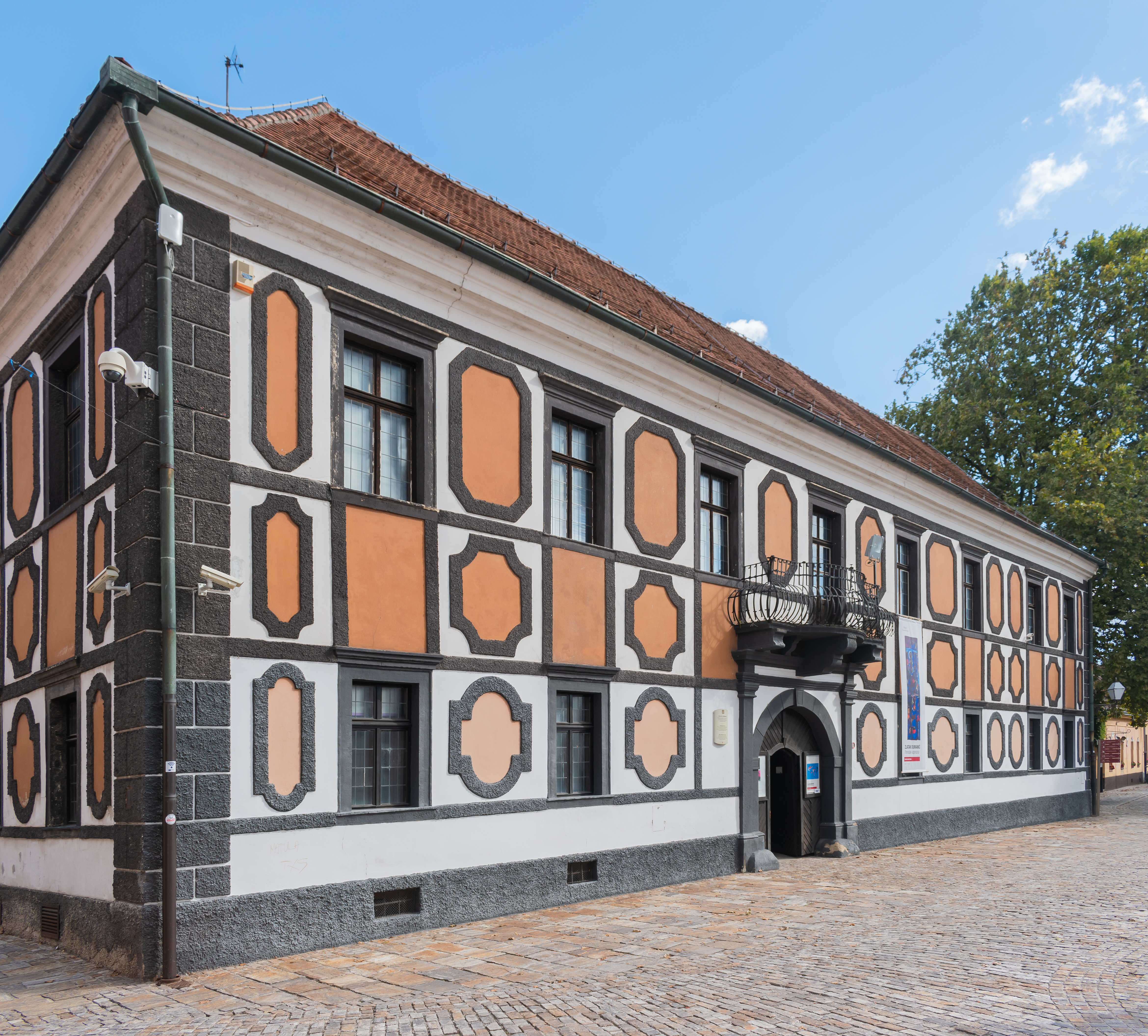
Prassinski-Palais
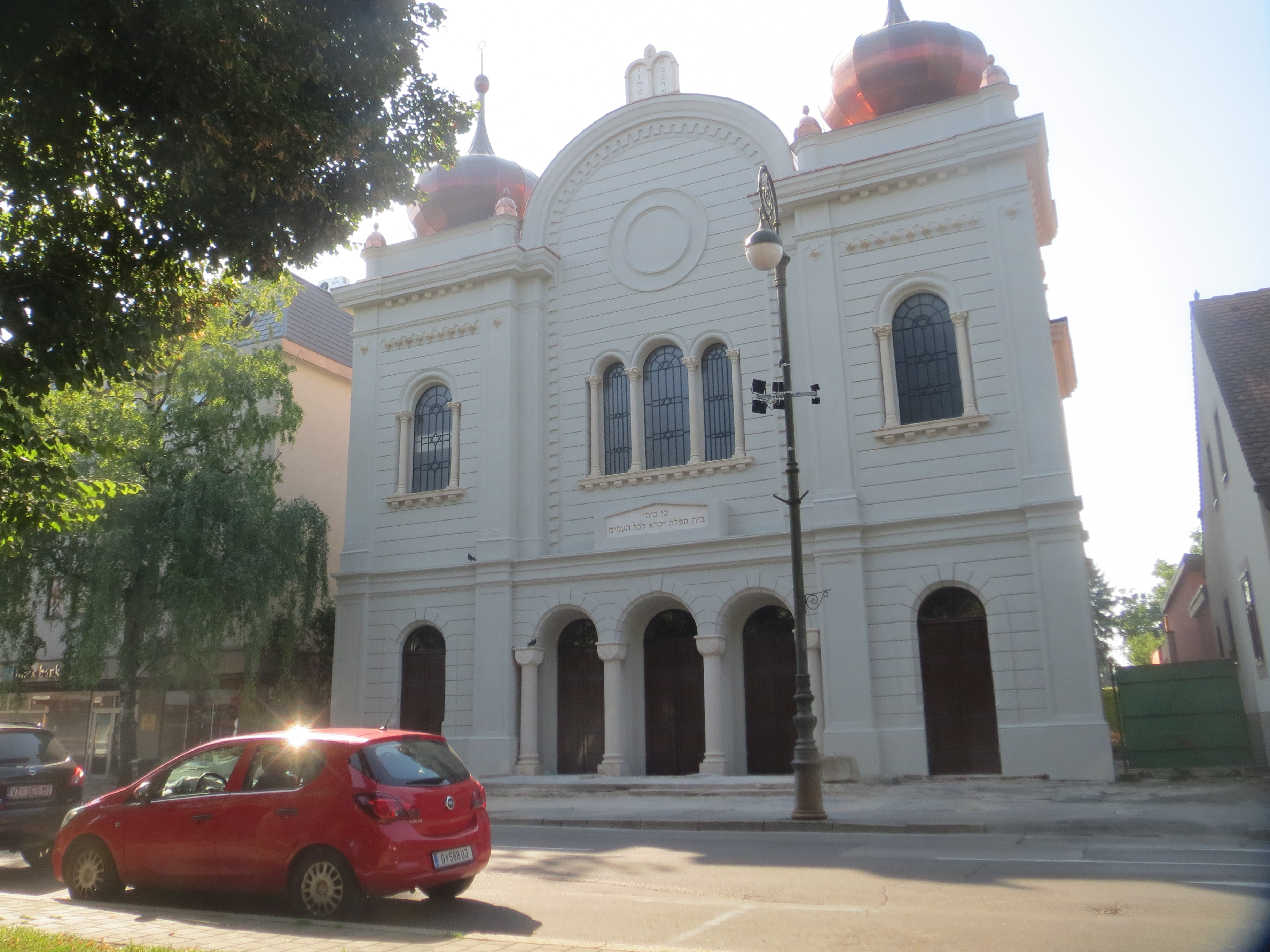
Synagoge
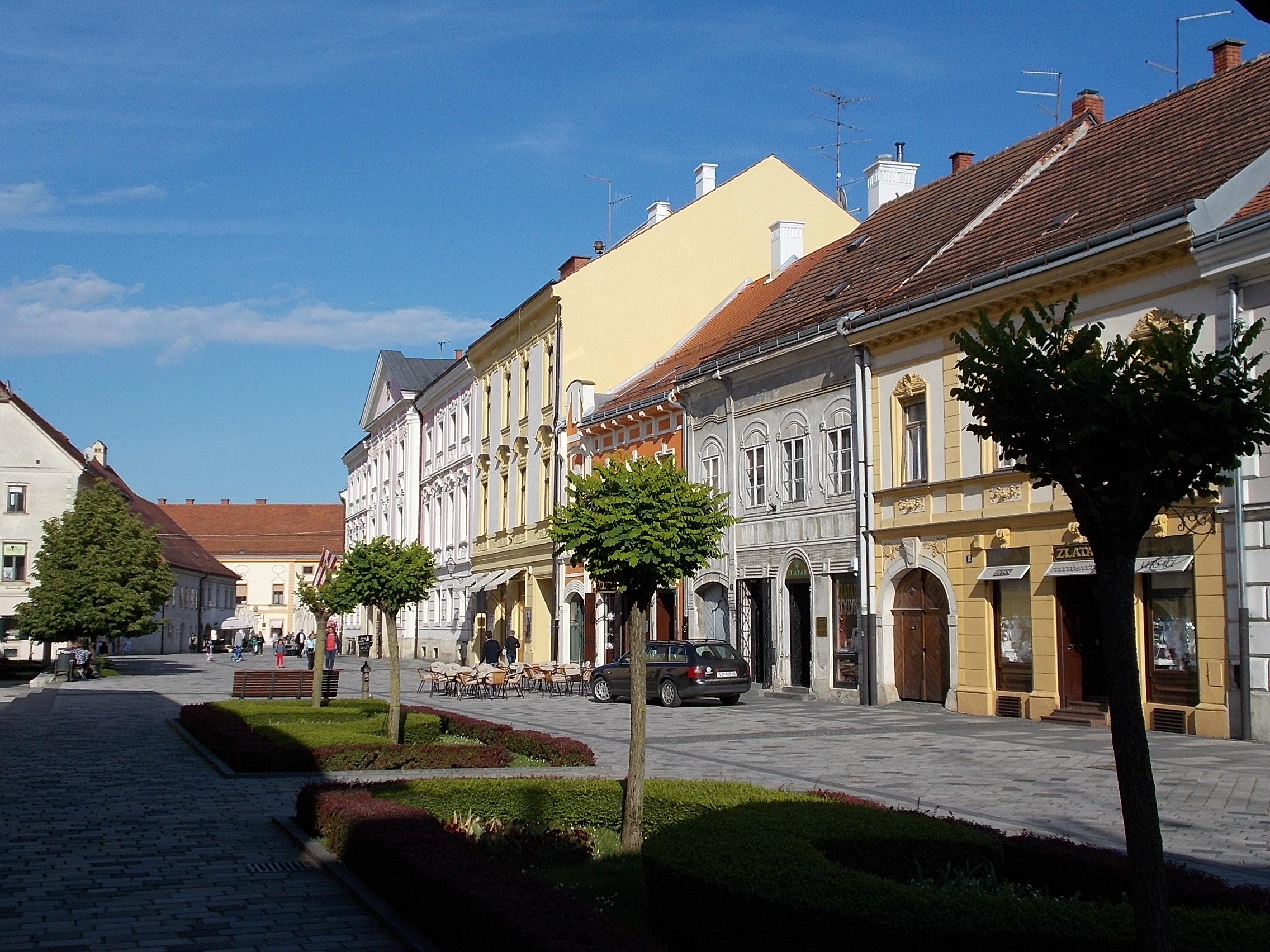
Stadtansicht

### Palais und Herrenhäuser
- Das Patačić-Palais ist ein zweistöckiges Eckgebäude im Zentrum der Stadt. Es wurde im Jahr 1669 erbaut. Bei dem Gebäude handelt es sich um eines der bedeutendsten Palais in Varaždin. Die Fassade hat Merkmale im Stil des Rokoko, bestehend aus einem Eckerker sowie einem Steinportal. Das Palais wurde 1763 von der Familie Patačić erworben, die es im Jahr 1764 umbauen ließ und ihm dabei sein heutiges Aussehen verlieh.[18]
- Das Palais der Familie Keglević wurde an der Stelle eines vorherigen Gebäudes aus dem Jahr 1700 errichtet. Bei der Neugestaltung und dem Umbau in den Jahren 1774 und 1775 im Stil des Rokoko war der aus Varaždin stammende Baumeister Jacob Erber beteiligt. Das Gebäude ist ein freistehendes Gebäude mit rechteckigem Grundriss und besitzt ein hohes Satteldach. Der schlossartige Bau ist von einem kleinen Park umgeben.[19]
- Das Palais der Adelsfamilie Drašković ist ein monumentales Eckgebäude an der Ostseite des Hauptplatzes in Varaždin. Seine vier Flügel umschließen einen Hof, an dem sich in östlicher Richtung ein erweiterter Flügel befindet. Das Bauwerk wurde in der Zeit von 1749 bis 1776 erbaut. Von 1756 bis 1776 diente das Palais als Hauptquartier von Feldmarschall Franz Leopold von Nádasdy. An der Hauptfassade sticht ein spätbarockes Portal mit einem vergoldeten Wappen der Familie Drašković hervor.[20]
- Das zwischen 1791 und 1795 erbaute Herczer-Schloss im Stil des Spätbarock befindet sich in unmittelbarer Nähe des Franziskanerkomplexes. Das Eckgebäude aus zwei zueinander rechtwinkelig zueinanderstehenden Flügeln zeichnet sich durch Harmonie und ausgewogene Proportionen aus. Im Innenbereich befindet sich ein Piano nobile, äußerlich ist das steinerne spätbarock-klassizistisches Portal mit Adelswappen bedeutend. Zusammen mit dem Nebengebäude und dem Innenhof wird es heute als Museum genutzt.[21]

### Festungen
- Die ehemalige Burg und das heutige Schloss sind das Wahrzeichen der Stadt Varaždin. Die ehemalige Burg wurde bereits im 12. Jahrhundert gebaut und war lange Zeit im Besitz der Grafen von Cilli und der Adelsfamilie Ungnad. Vom 16. Jahrhundert bis 1925 gehörte die Anlage den Grafen von Erdödy. Die Wasserburg, umgeben von Wällen, Bastionen und Wassergräben, wurde im 17. und 18. Jahrhundert zu einem Schloss im Stil des Barock umgestaltet. Der Gebäudekomplex umfasst die Burg- und Schlossanlage, einen ehemaligen Getreidespeicher, eine Waffenkammer auf der Südseite sowie einen Eingangsturm mit Kettenbrücke.[22]

### Weitere Sehenswürdigkeiten
- Eines der Wahrzeichen von Varaždin ist die Stadtgarde. In ihrer blauen Uniformen sind die Grenadiere bei allen feierlichen Anlässen im Rathaus anwesend.

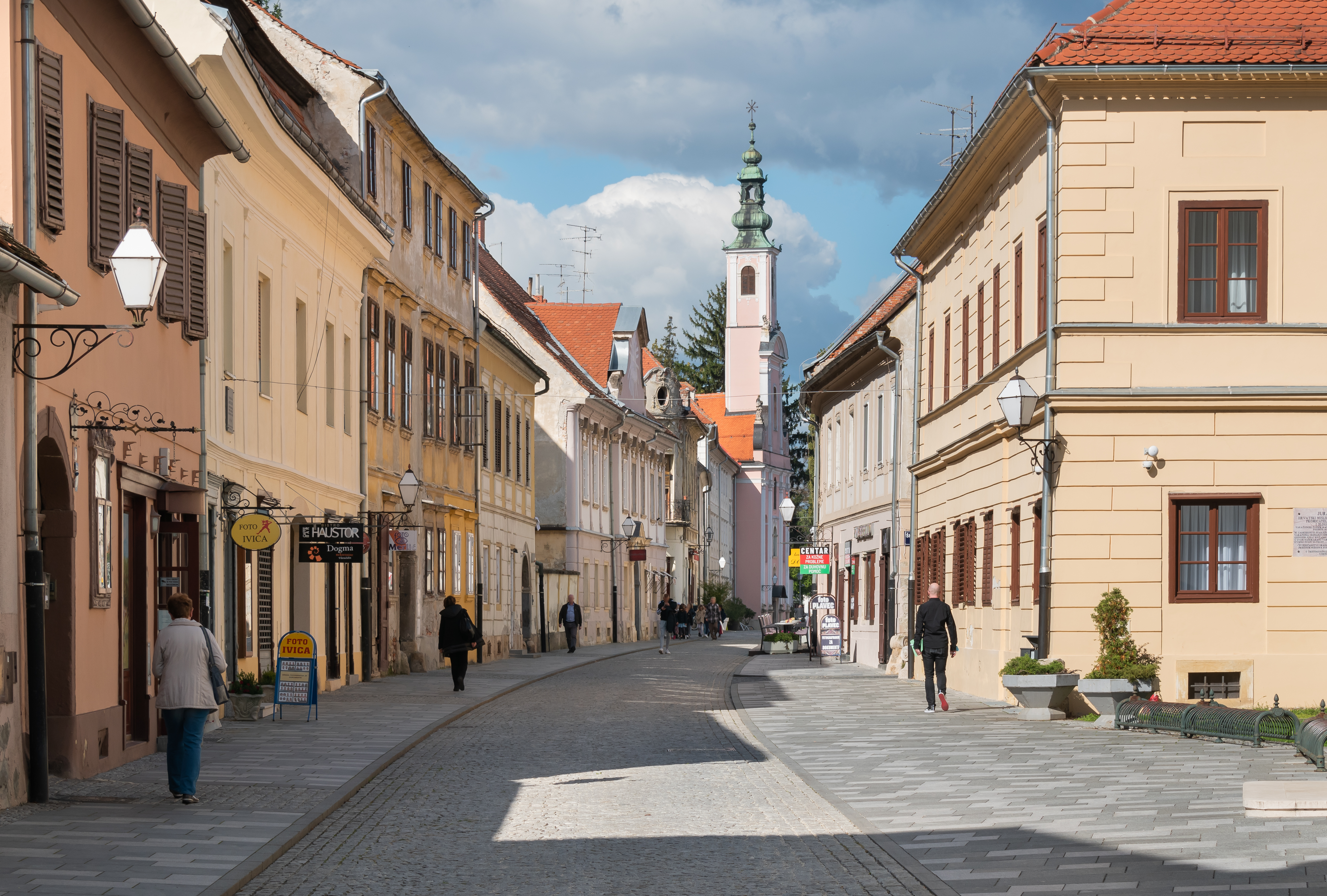
Janko-Drašković-Straße
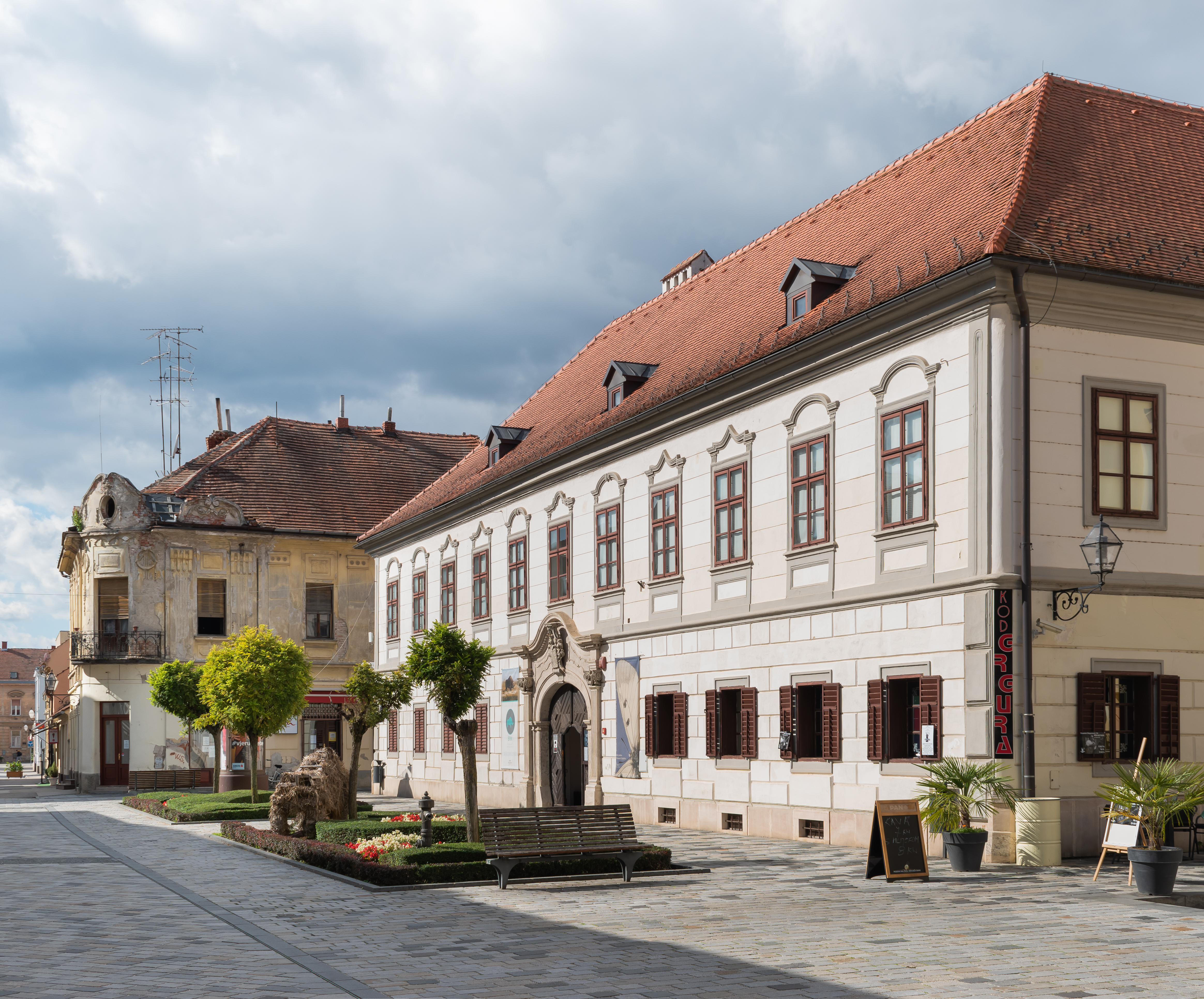
Herzer-Palais
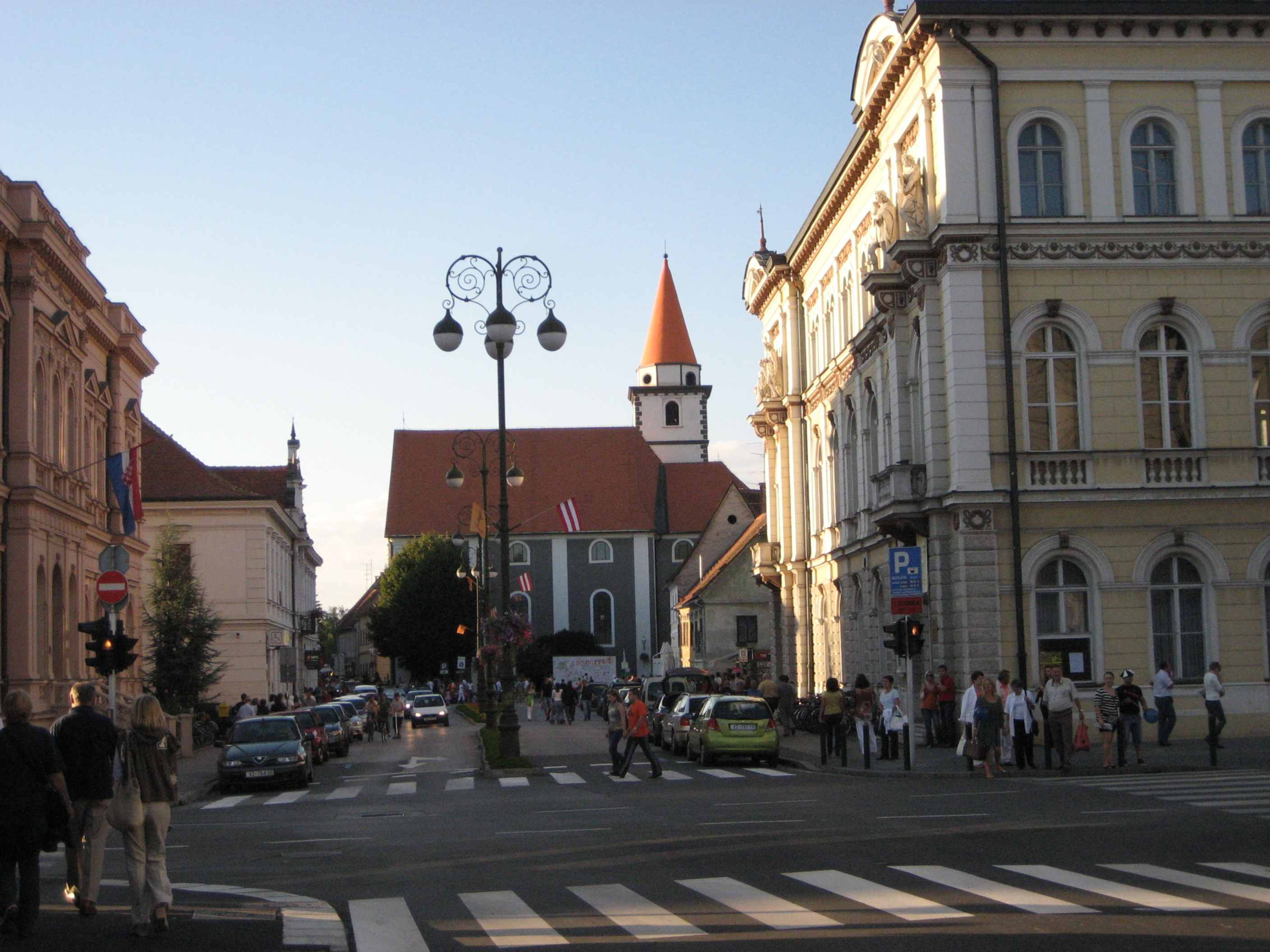
Stadtmitte
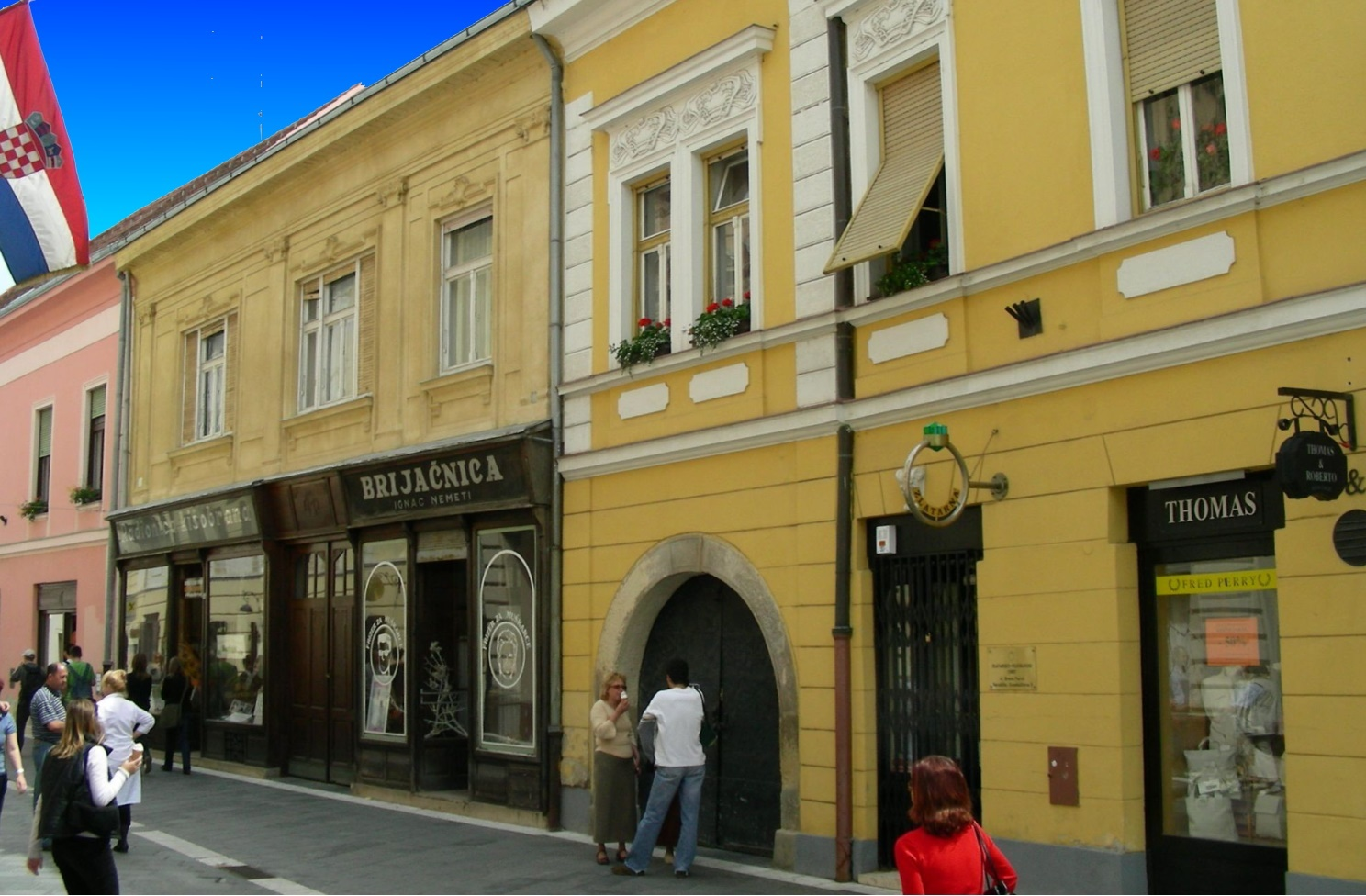
Gasse in der Altstadt
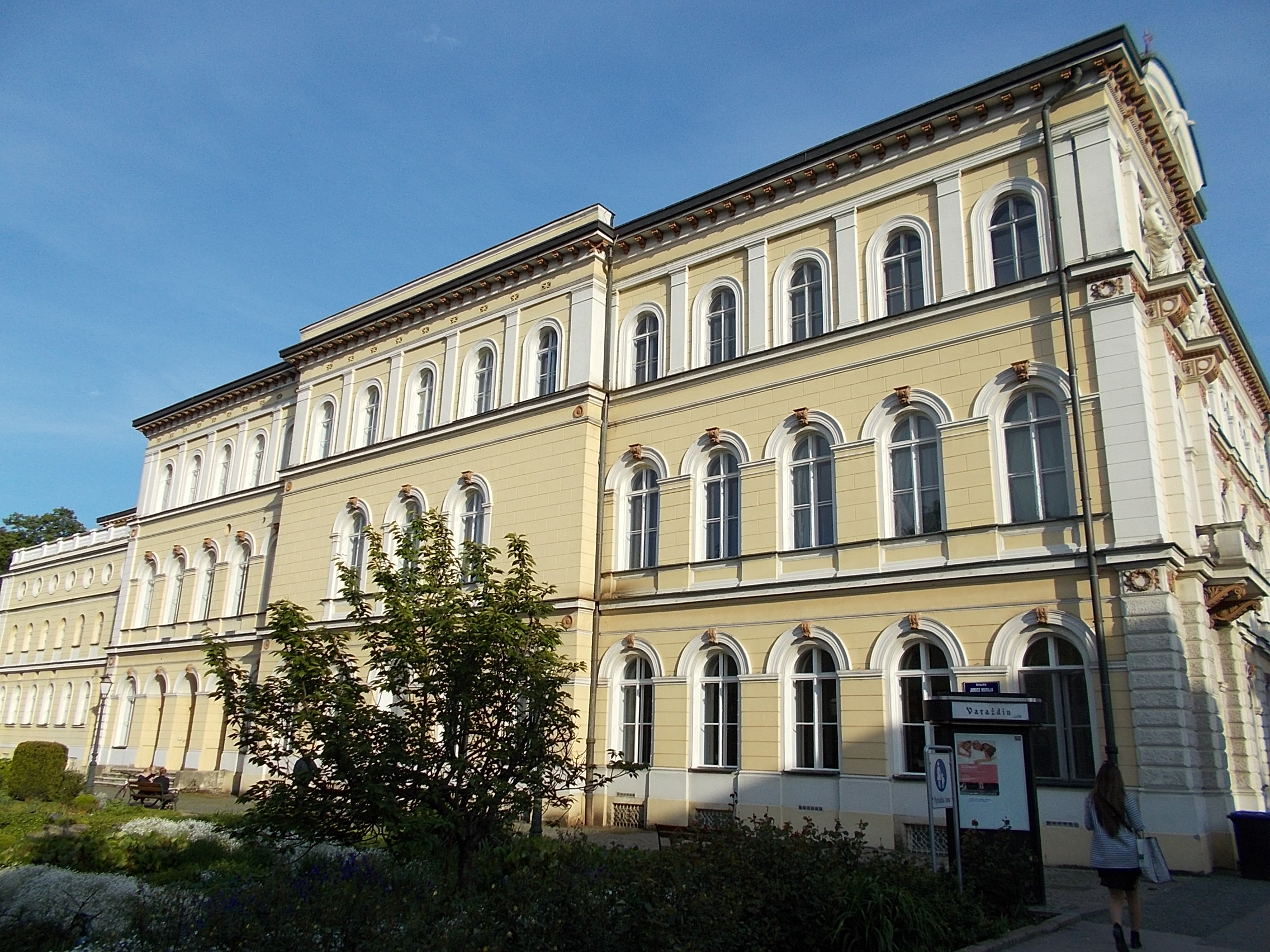
Kroatisches Nationaltheater
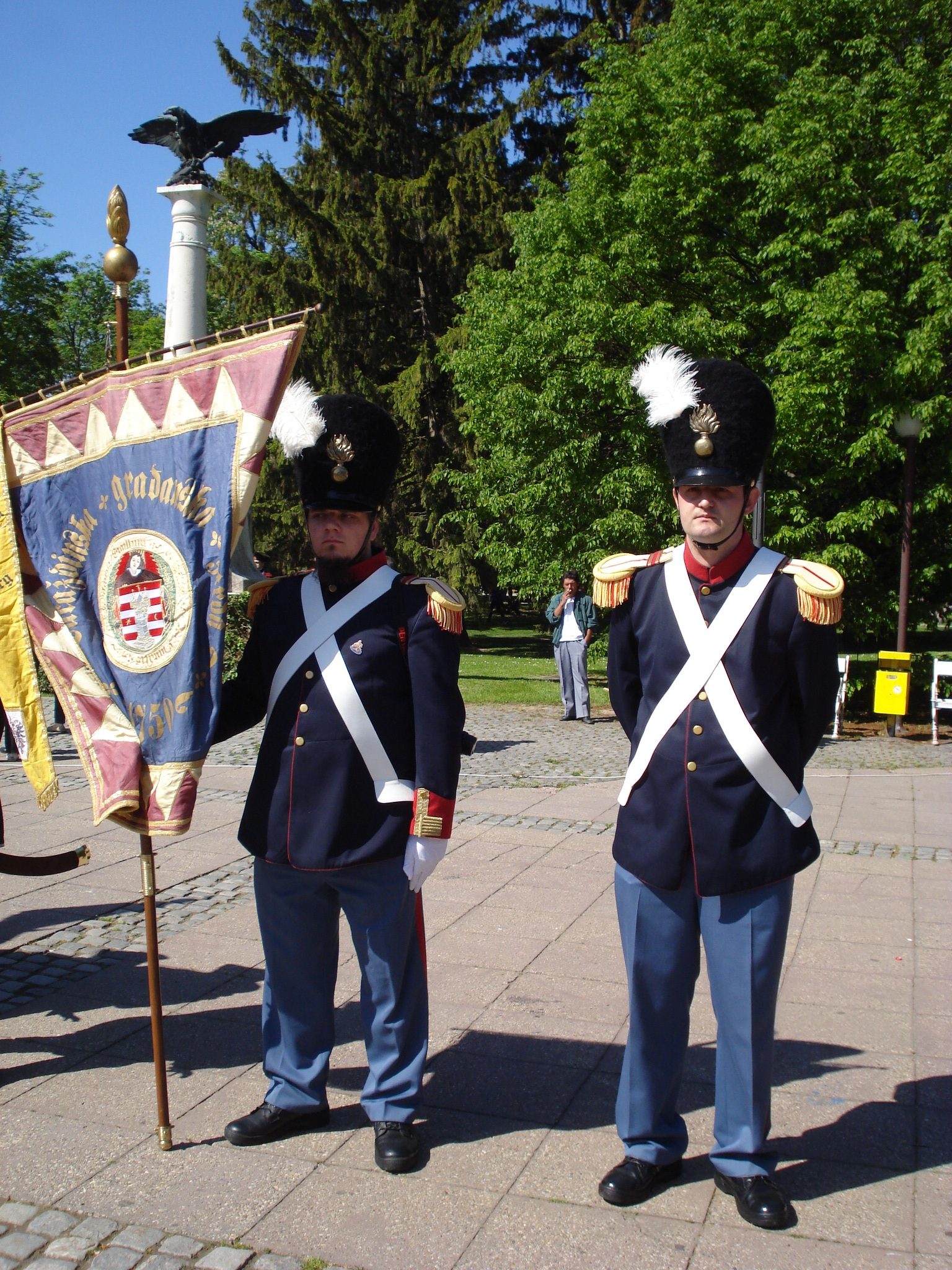
Purgari (von dt. „Bürger“) – ehemalige Bürgerliche Stadtwache Varaždins
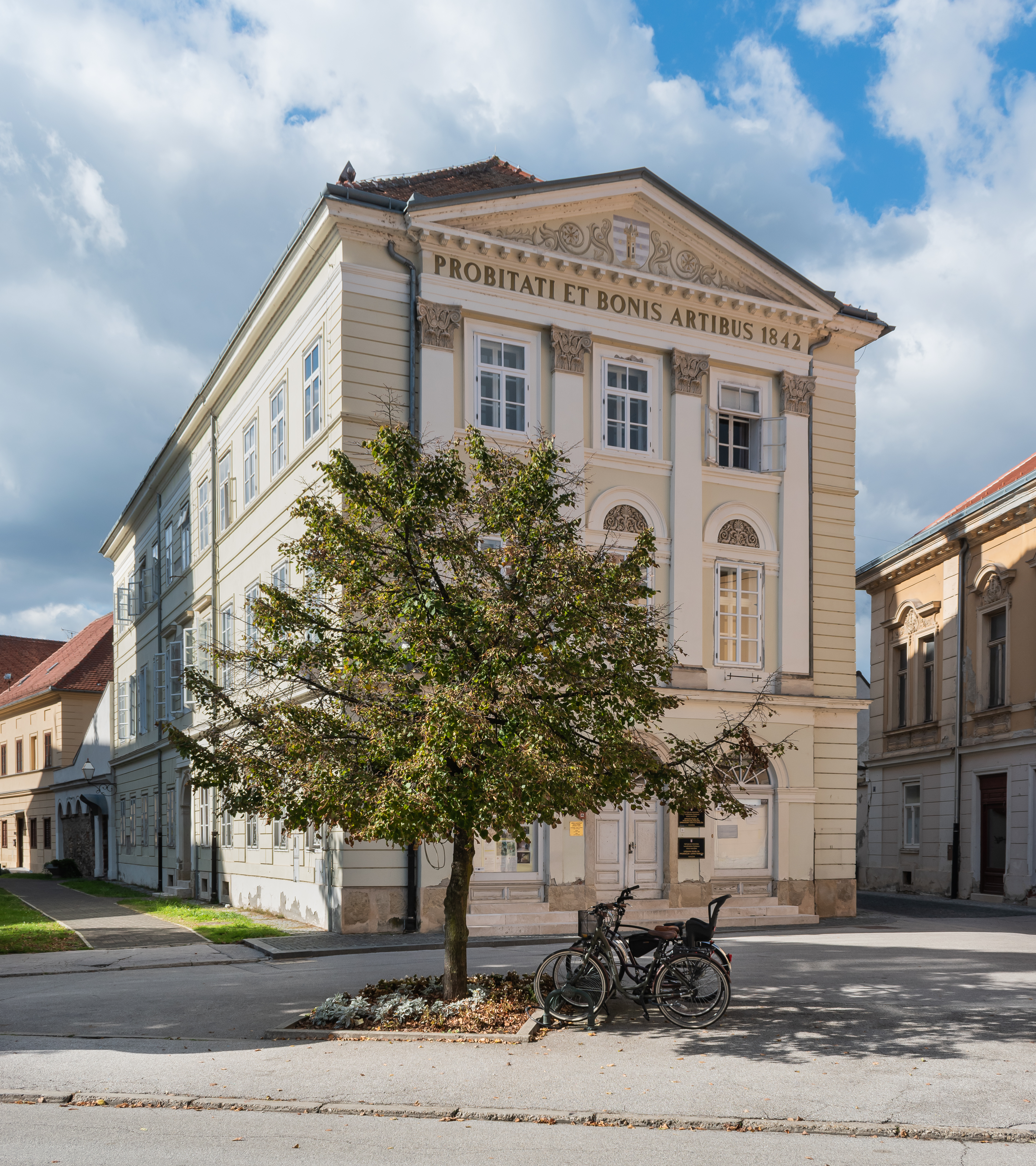
Am Platz der Freiheit

- Nahe der Stadt befinden sich die in ganz Kroatien bekannten Thermalquellen und das Kurbad von Varaždinske Toplice. Seit dem Jahr 1971 finden alljährlich regelmäßig die Barockmusikabende von Varaždin, eine der bedeutendsten kroatischen Konzertveranstaltungen, statt. Darüber hinaus gibt es das Internationale Blasorchester-Festival und im Oktober die Buchtage. Jedes Jahr Ende August findet das traditionelle, zehntägige Špancirfest-Festival statt, bei dem internationale Performance, Akrobaten, Zauberkünstler, Schauspieler, Tänzer, Musiker, Clowns und im Stil des Barock kostümierte Spaziergänger in den Straßen Varaždins auftreten.[23]
- In der Operette Gräfin Mariza von Emmerich Kálmán wird Varaždin in einem Duett „Komm’ mit nach Varasdin“ besungen.

## Bildung und Forschung

### Universität
Die Universität des Nordens hat ihren Sitz hier in Varaždin und wurde am 17. Mai 2001 gegründet. Im Jahr 2015 verabschiedete das kroatische Parlament in seiner 17. Sitzung das Gesetz über die Übertragung der Gründungsrechte an der Universität Nord auf die Republik Kroatien, wodurch die Universität Nord formell zur achten öffentlichen Universität in Kroatien wurde. Daraus ergaben sich eine Reihe neuer Möglichkeiten für die weitere Entwicklung der Universität.

Der Campus der Universität ist aufgeteilt im Stadtgebiet und verteilt sich auf mehrere Einzelgebäude. Die Fakultäten befinden sich in mehreren historischen Gebäuden in der Altstadt. Zu den Abteilungen der Universität Varaždin gehören folgende Wissenschaftsgebiete:

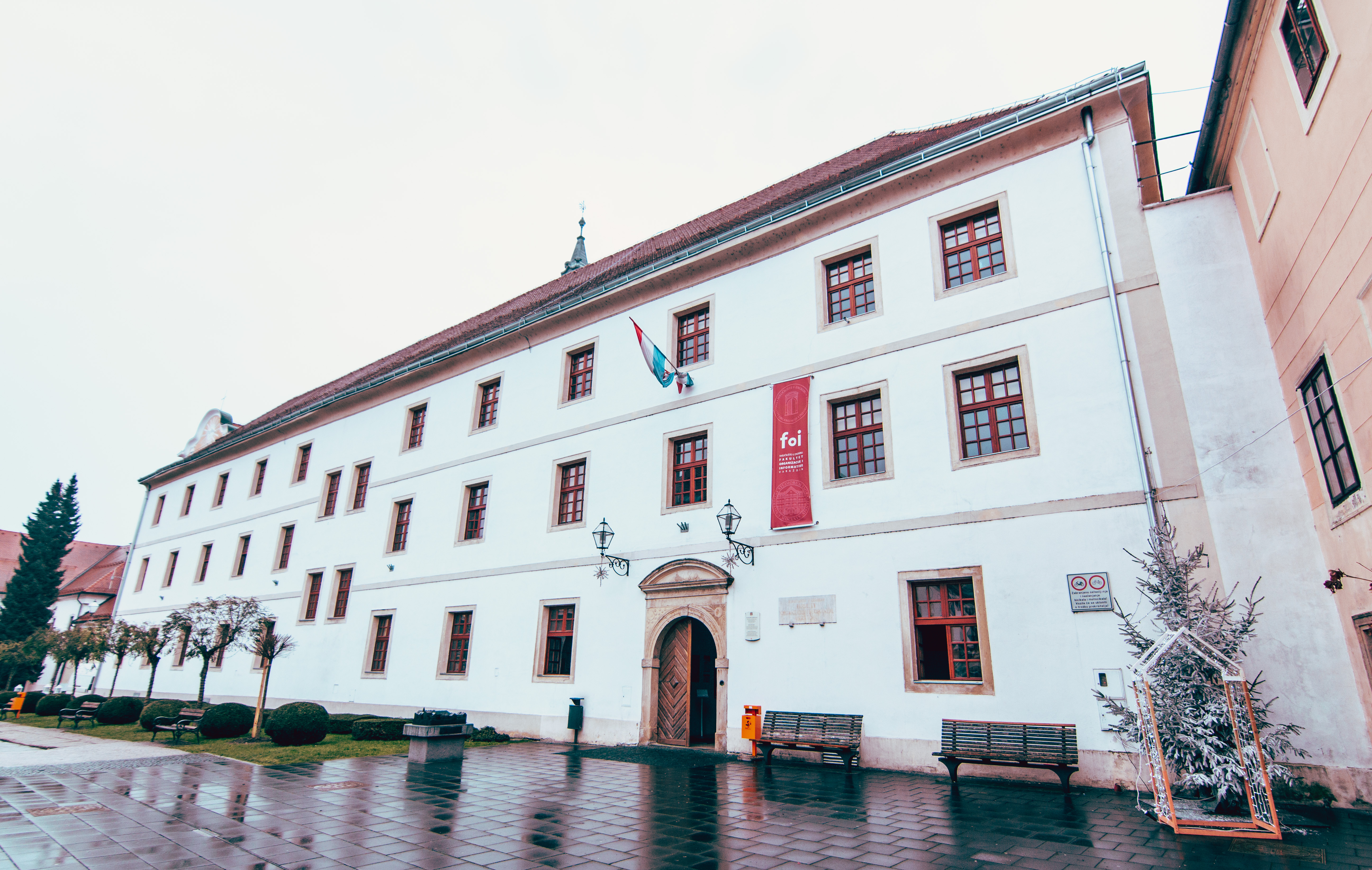
Fakultät Organisation und Informatik
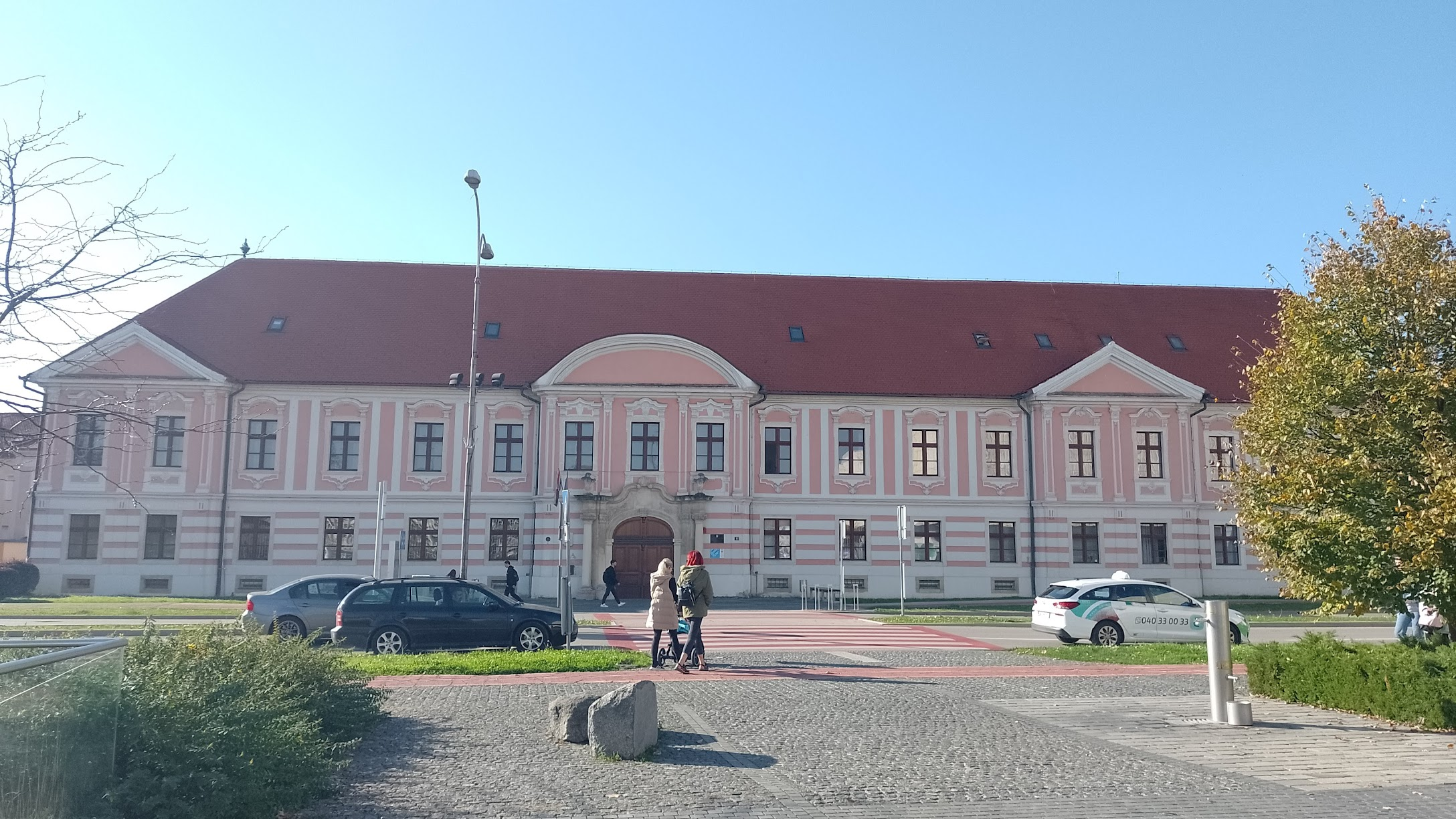
Musikgymnasium im Erdödy-Palast

- Elektrotechnik
- Multimedia, Design und Anwendung
- Maschinenbau
- Bauingenieurwesen
- Technische und wirtschaftliche Logistik
- Krankenpflege
- Journalismus
- Mediendesign
- Wirtschaft und Management
- Betriebswirtschaft
- Kommunikologie und Öffentlichkeitsarbeit

### Hochschulen

#### Universität Zagreb
- Organisation und Informatik
- Geotechnik
- Textiltechnologie

#### Universität Osijek
- Buchführung

### Allgemeinbildende Schulen
Es gibt mehrere Grund- und Mittelschulen in der Stadt. Außerdem gibt es insgesamt vier Gymnasien, die nach der achten Klasse der Grundschule, besucht werden können.

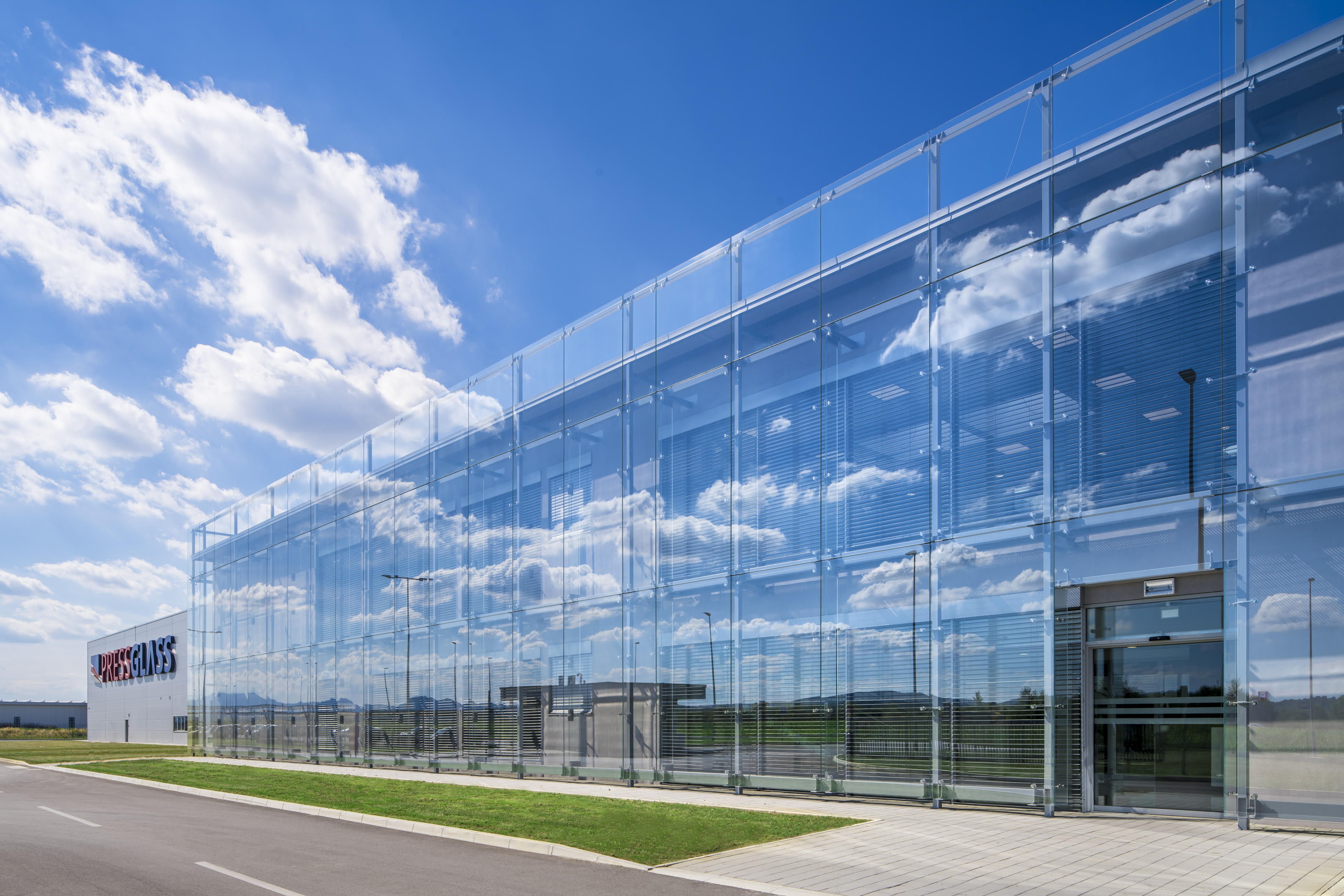
Das Gebäude der Press Glass Fabrik

## Wirtschaft
Zu den größten Arbeitgebern der Stadt gehören der Bekleidungshersteller Varteks, die Lebensmittelhersteller Vindija und Koka d. d. sowie das Metallverarbeitungsunternehmen MIV d.d. In jüngerer Zeit ist auch die Freihandelszone Varaždin (Slobodna Zona) entstanden. In dieser siedeln sich zurzeit größere Firmen vor allem aus dem Ausland an. Attraktiv durch ihre Steuerbegünstigungen siedelten sich Firmen wie Boxmark, OBO Bettermann, Hoegger Lebensmitteltechnik, BHS Corrugated als auch die einheimische Firma Gumiimpex an. Zurzeit wird die Zone in Richtung Südosten erweitert. In Varaždin befindet sich außerdem eine Wertpapierbörse (Varaždinsko Tržiste Vrijednosnica).

## Kultur

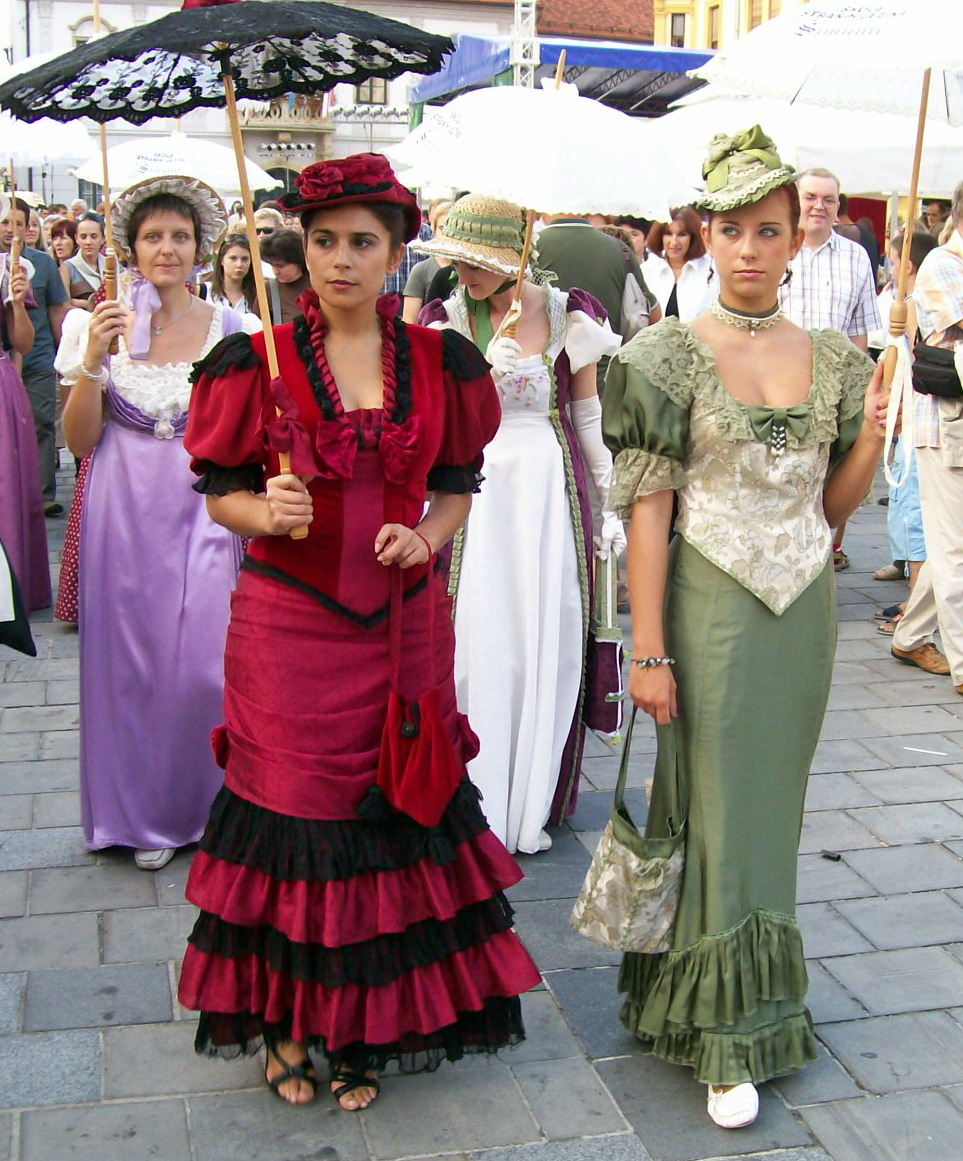
Teilnehmerinnen des Špancirfestes

- Die Bürgergarde von Varaždin (kroatisch: Purgari) vermittelt durch ihre Aktivitäten die traditionellen Werte des bürgerlichen Lebens der Stadt. Die Guardia Civil wird zum ersten Mal im Jahr 1750 im Statut der Stadt Varaždin erwähnt, vermutlich existierte sie schon deutlich davor. Die Mitglieder der Garde waren Bürger der Stadt, die Bezeichnung „Purgeri“ ist ein Lehnwort aus dem Deutschen. Alle Verordnungen von damals beziehen sich auf das Privileg von Maria Theresia vom 12. August 1750. Die Aufgaben der Garde als Bürgerwehr waren sowohl in Friedenszeiten wie auch in Kriegszeiten geregelt. Die Teilnahme an städtischen Zeremonien, Waffenübungen und humanitären Aktivitäten wurden in die erste Gruppe eingeordnet, während die Gewährleistung der Ordnung und des Schutzes des Eigentums der Bürger und die Organisation von Wachen und Transportbegleitern in die zweite Gruppe eingeordnet wurden. Die lange Tradition kommt sicherlich aus der Zeit der Fronleichnamsprozession, bei der die Mitglieder der Einheit traditionell einen Baldachin getragen haben.[24]
- Das Varaždiner Barockabendfestival wurde im Jahr 1971 gegründet und ist ein bedeutendstes Musik- und Bühnenereignis in Zentralkroatien. Das Festival steht unter der ständigen Schirmherrschaft des Präsidenten der Republik Kroatien und findet regelmäßig jedes Jahr statt. Das Kulturministerium der Republik Kroatien hat dem Festival vor 20 Jahren nationale Bedeutung verliehen. Die Partnerländer dieser kulturellen Veranstaltung waren bisher elf europäische Länder so wie Israel und Japan.[25]
- Das Špancirfest findet jedes Jahr im August statt und dauert zehn Tage lang. Die Stadt bietet mit dieser Veranstaltung ihren Besuchern ein reichhaltiges Konzertprogramm, Straßenkünstler, Akrobaten und Unterhalter aus Europa und der ganzen Welt. Workshops, Ateliers, Ausstellungen im Freien, Theaterstücke und Kinderprogramme sind ebenfalls Teil des Festivals

## Sport
In Varaždin ist der Fußballverein NK Varteks beheimatet, eine der zwölf Mannschaften der kroatischen Fußballliga.
Mit Vereinen den Bereichen Handball (RK Varteks Di Caprio und ŽRK Koka), Wasserball (VK Coning Varaždin), Volleyball (OK Varaždin) und Basketball (KK Zagorje Tehnobeton) ist in jedem bedeutsamen Sportsegment ein Team auf höchster Ebene vertreten. Zudem ist der Volleyballverein in den Jahren 2004 und 2005 Landesmeister geworden.
Die Varaždin Arena wurde im Jahr 2008 errichtet, sie war ein Austragungsort der Handball-Weltmeisterschaft der Herren 2009 und 2025 sowie der Handball-Weltmeisterschaft der Frauen 2014.
Im Juli 2005 war Varaždin der Austragungsort der XIII. Feuerwehrolympiade, die alle vier Jahre vom Weltfeuerwehrverband CTIF jeweils in anderen Städten veranstaltet wird.

## Söhne und Töchter der Stadt

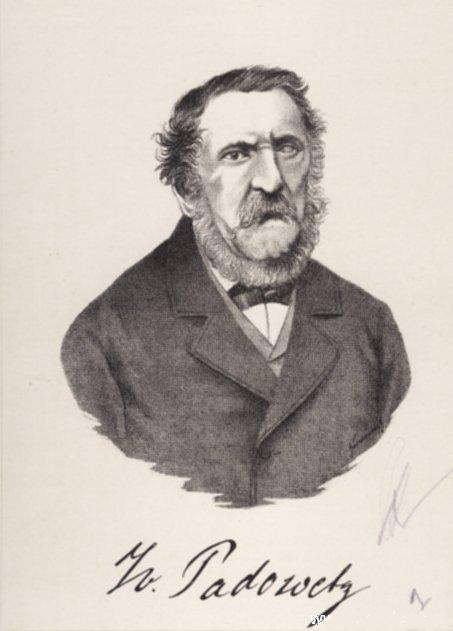
Ivan Padovec
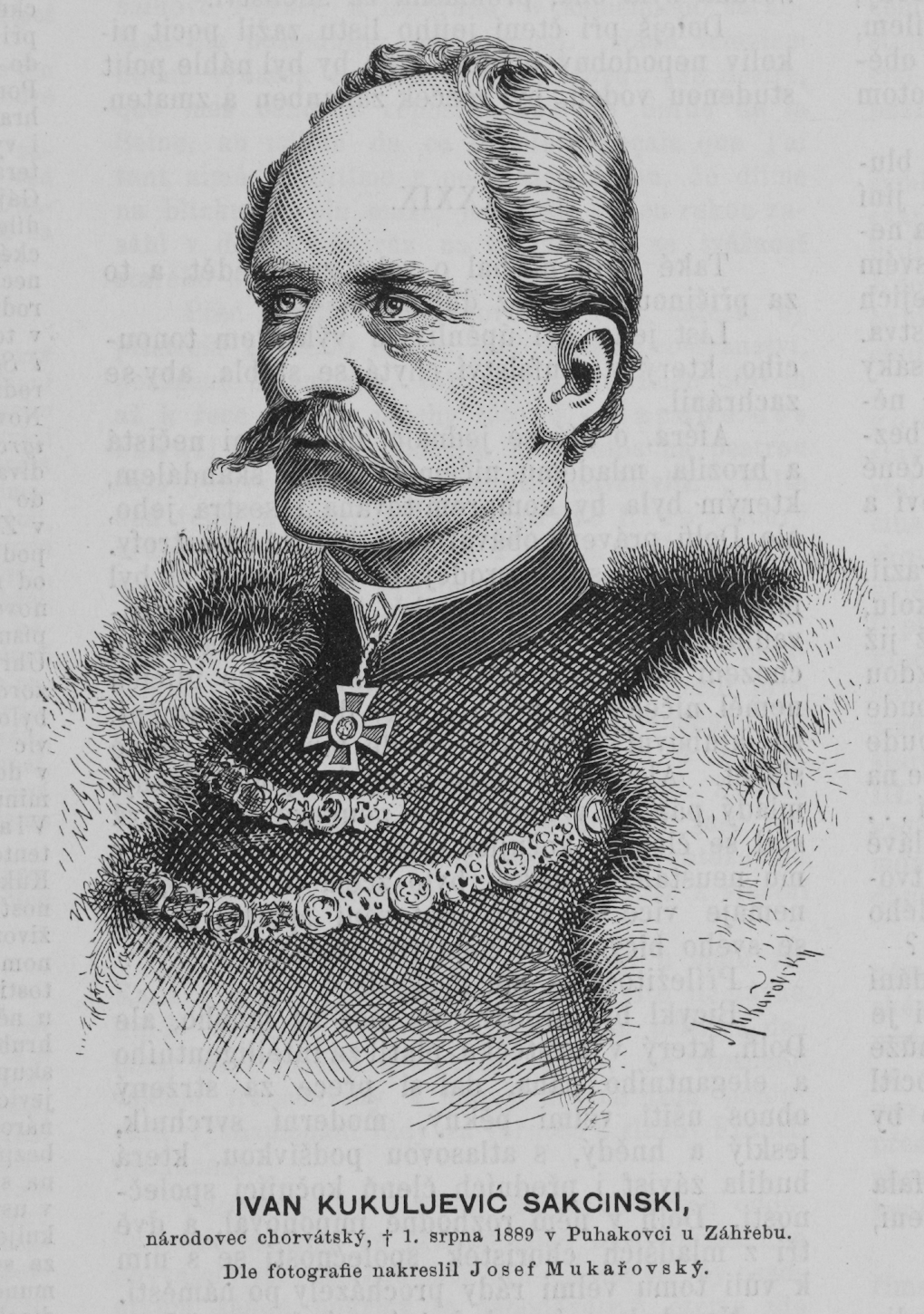
Ivan Kukuljević-Sakcinski

- Ivan Padovec (1800–1873), Gitarrist und Komponist
- Eduard Quesar (1807–1874), österreichischer Verwaltungsjurist, Richter und Politiker
- Ivan Kukuljević-Sakcinski (1816–1889), Historiker, Schriftsteller und Politiker
- Vatroslav Jagić (1838–1923), Linguist
- Katharina von Escherich (1855–1916), österreichische Komponistin, Schwester des Großadmirals Anton Haus
- Oskar Kokstein (1860–1943), österreichisch-ungarischer Beamter und Hofrat
- Maria Leitner (1892–1942), Journalistin und Schriftstellerin
- František Škvor (1898–1970), tschechischer Komponist, Dirigent und Pianist
- Zvonko Bezjak (1935–2022), Hammerwerfer
- Dobrivoje Selec (1943–2008), Handballspieler
- Mladen Leček (* 1953), Radrennfahrer
- Ronny Pecik (* 1962), österreichischer Investor
- Dražen Besek (* 1963), Fußballspieler und -trainer
- Blaženka Divjak (* 1967), Politikerin, Ministerin für Wissenschaft und Bildung
- Tomislav Kocijan (* 1967), Fußballspieler
- Siniša Školneković (* 1968), Wasserballspieler
- Alen Novoselec (* 1969), Hochschullehrer, Bildhauer
- Miljenko Mumlek (* 1972), Fußballspieler
- Davor Vugrinec (* 1975), Fußballspieler
- Krunoslav Lovrek (* 1979), Fußballspieler
- Radoslav Rogina (* 1979), Radrennfahrer
- Zoran Jeftić (* 1982), Handballspieler
- Leon Benko (* 1983), Fußballspieler
- Karolina Šprem (* 1984), Tennisspielerin
- Bojan Vručina (* 1984), Fußballspieler
- Kristijan Đurasek (* 1987), Radrennfahrer
- Mirela Durak (* 1990), Tischtennisspielerin
- Jurica Grgec (* 1992), Fußballspieler
- Marin Ranteš (* 1995), BMX-Freestyle-Fahrer
- Marko Rog (* 1995), Fußballspieler
- Istok Rodeš (* 1996), Skirennläufer
- Luka Ivanušec (* 1998), Fußballspieler
- Denis Bušnja (* 2000), Fußballspieler
- Jana Koščak (* 2006), Leichtathletin